# Промышленность региона Овернь — Рона — Альпы

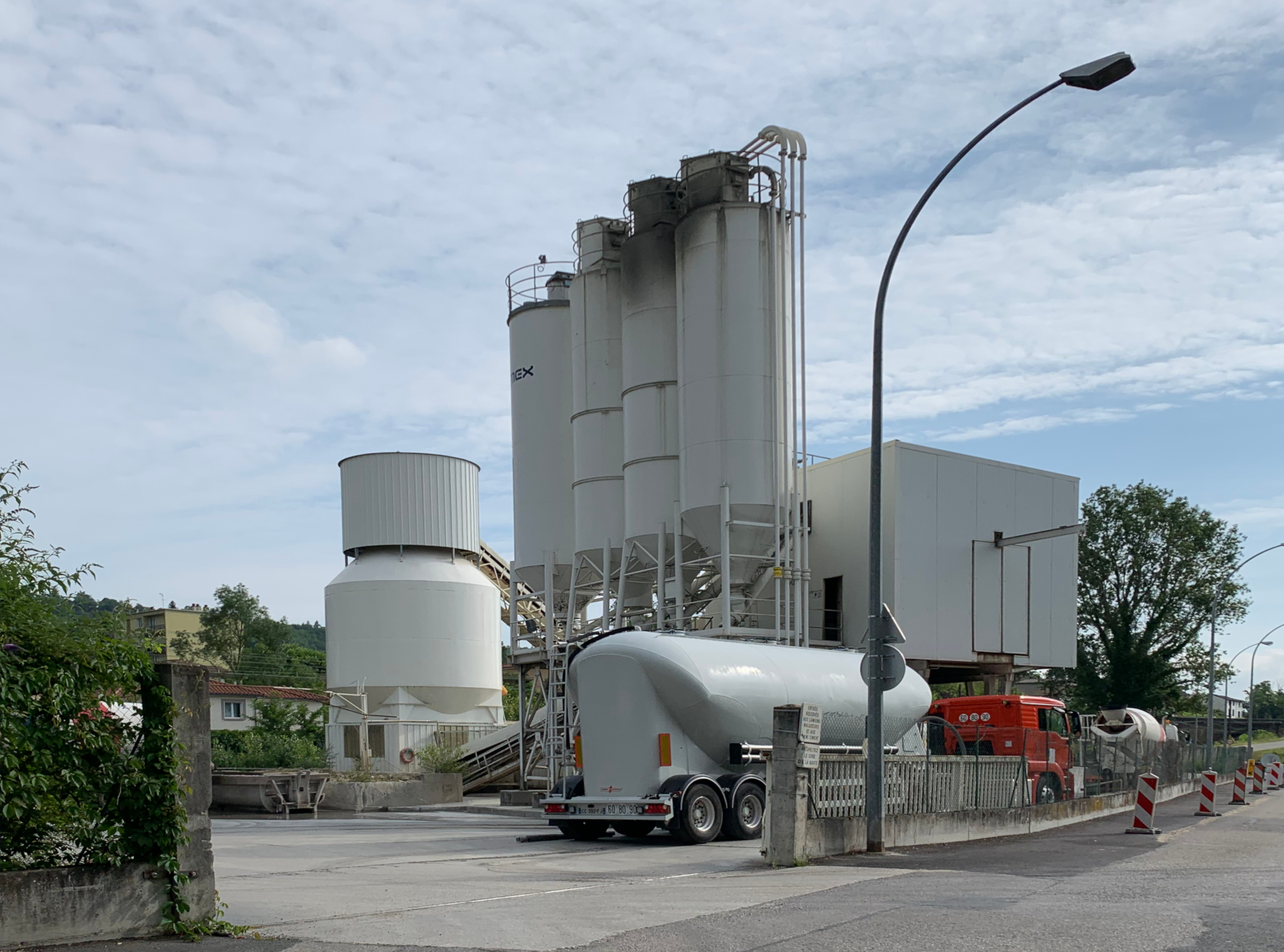
Бетонный завод Cemex в Мирибель

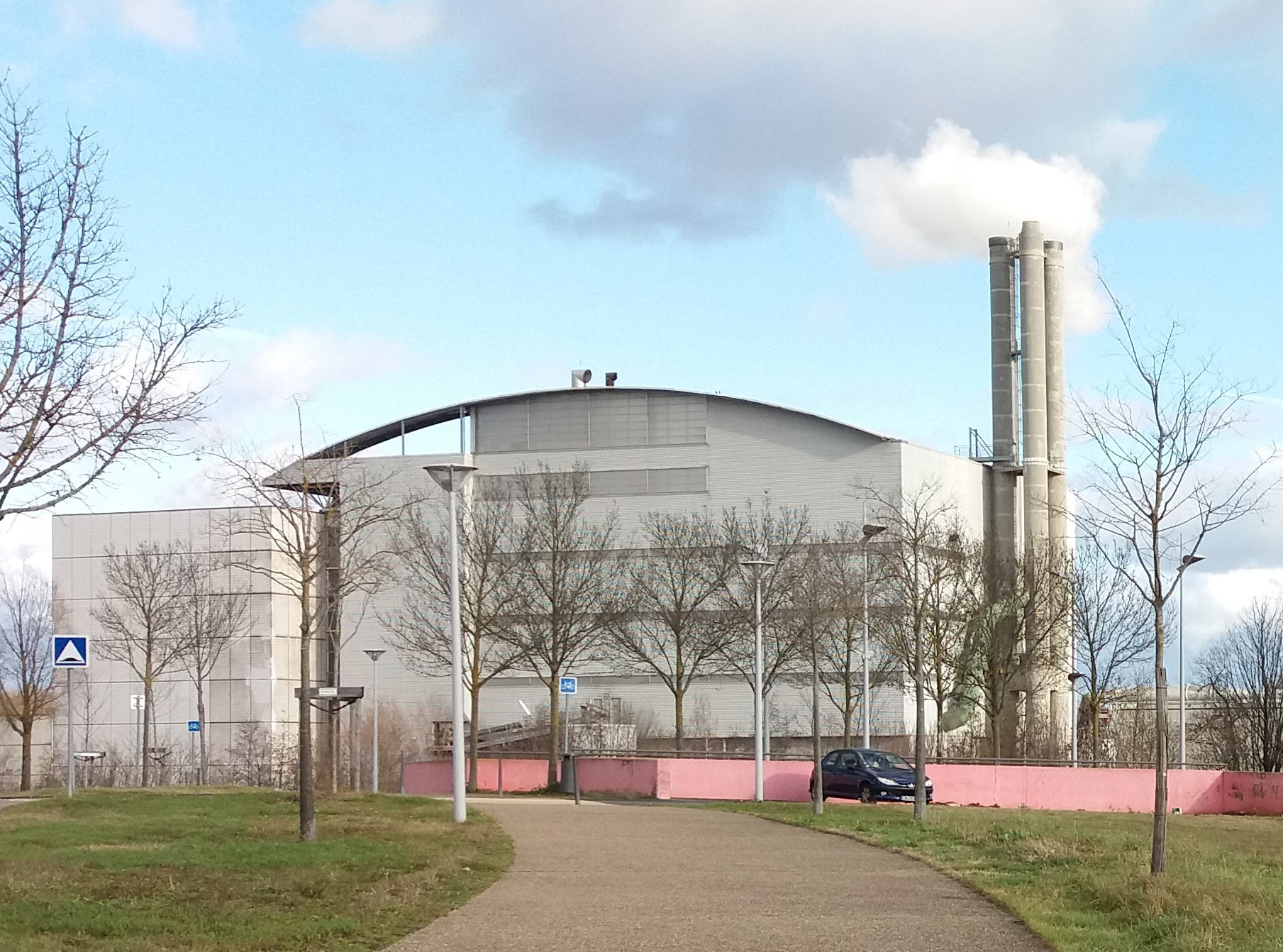
Мусоросжигательный завод в Рийе-ла-Пап

Регион Овернь — Рона — Альпы является важным промышленным центром Франции, занимая второе место, после Иль-де-Франс. В регионе производят коммерческие автомобили, электронику, фармацевтические препараты, химическую продукцию, стройматериалы, продукты питания и напитки.
Овернь — Рона — Альпы входит в состав «Четырёх моторов для Европы» — объединения четырёх высокоразвитых и инновационных регионов Европы.  

## Географическое распределение

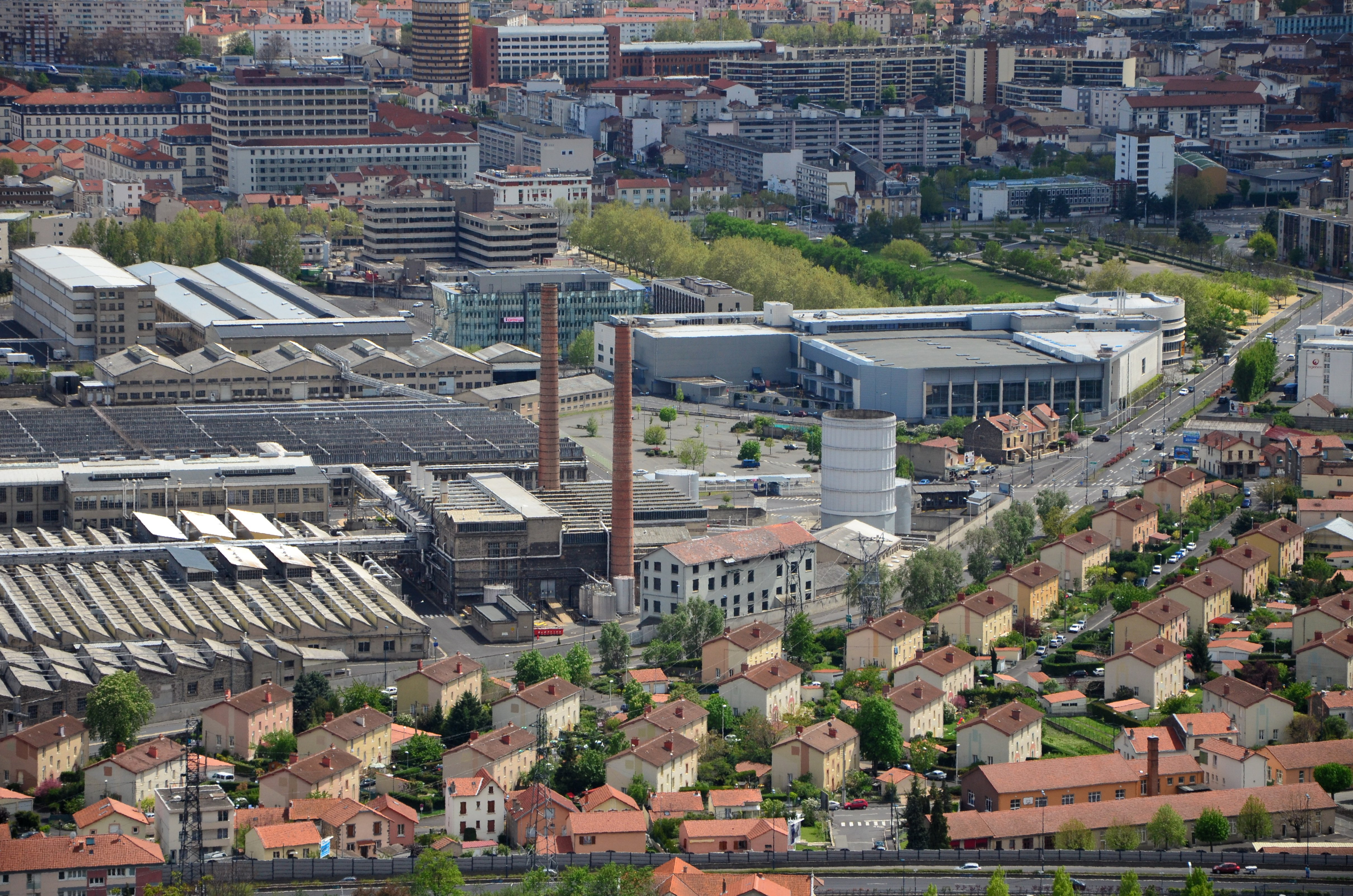
Шинный завод Michelin в Клермон-Ферране

Крупнейшим промышленным центром региона является Лионская метрополия, включая города Лион, Вийёрбан, Венисьё, Брон, Сен-Приест и Во-ан-Велен. На втором месте стоит департамент Изер, включая города Гренобль, Сен-Мартен-д’Эр, Эшироль, Ле-Пон-де-Кле и Кроль.
Также важными промышленными узлами являются департаменты Луара (включая города Сент-Этьен, Роан и Сен-Шамон), Верхняя Савойя (включая города Анси, Тонон-ле-Бен, Анмас и Фаверж), Пюи-де-Дом (включая город Клермон-Ферран) и Эн (включая города Бурк-ан-Брес и Балан).

### Инновационные кластеры

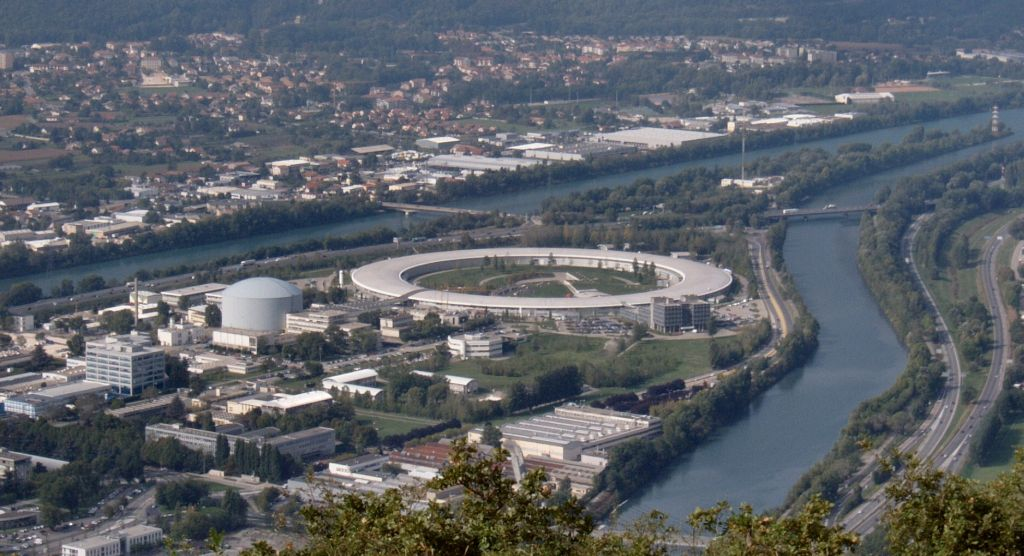
«Полуостров» в Гренобле

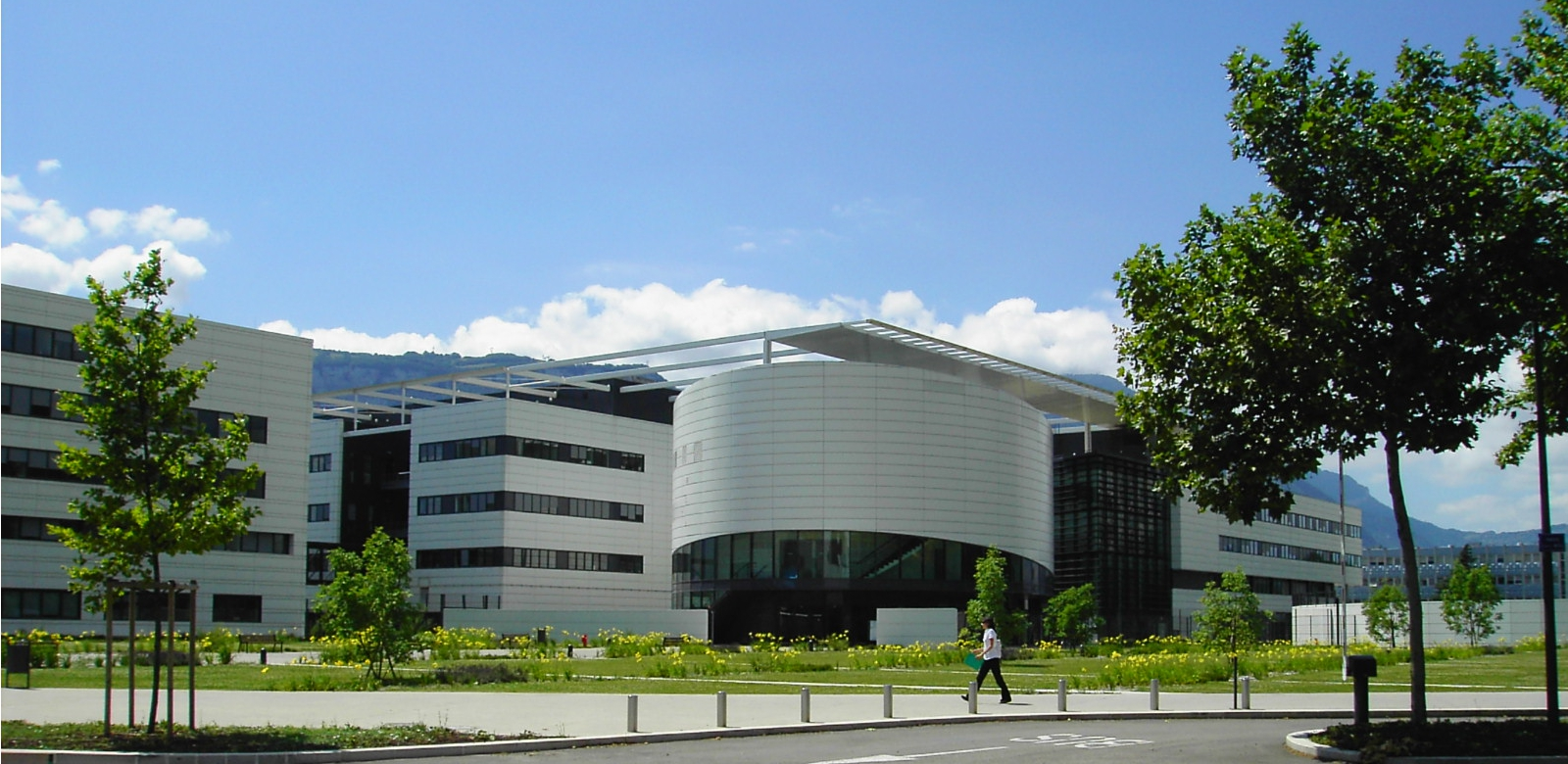
Minatec в Гренобле

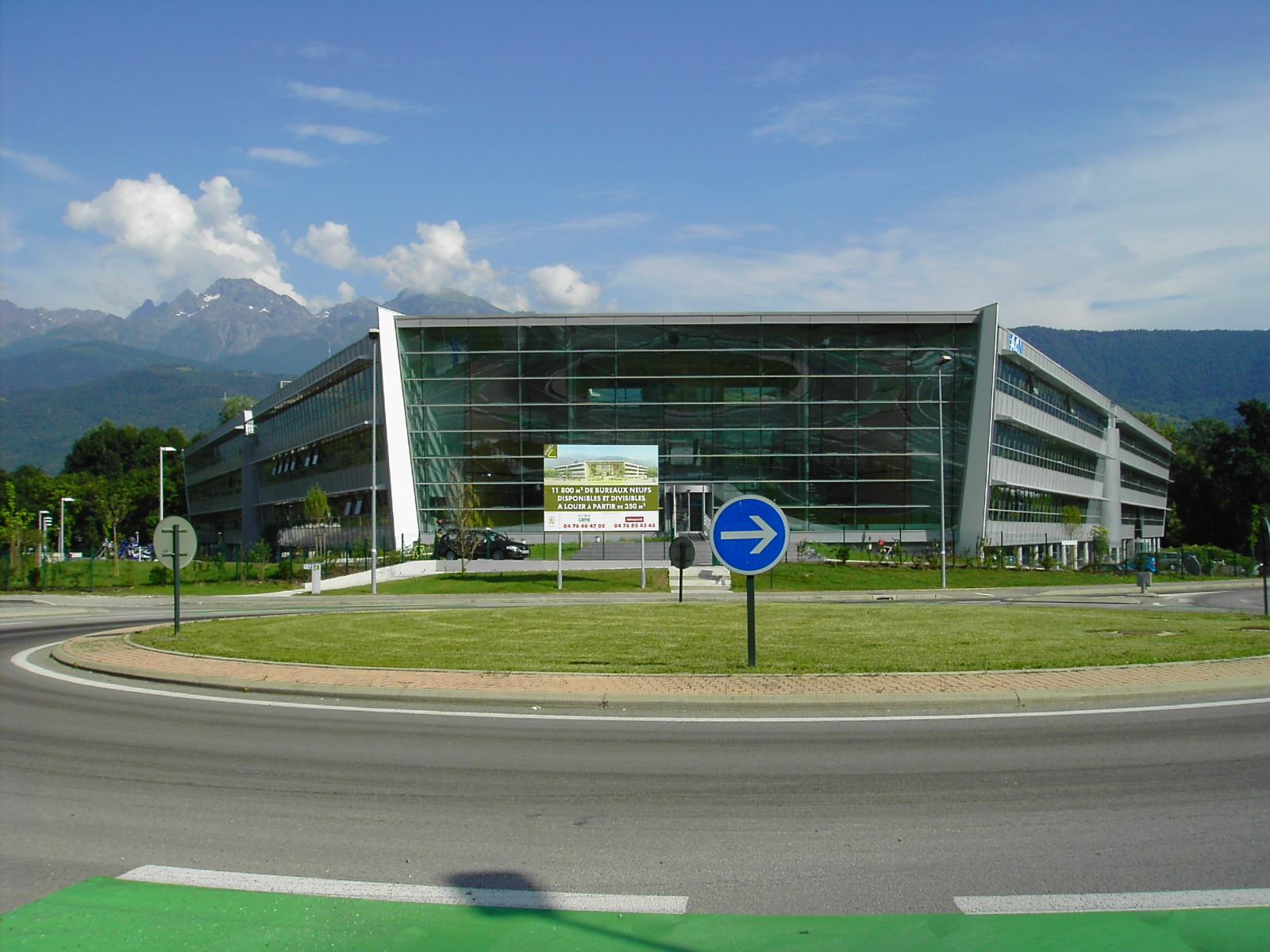
Inovallée в Монбонно

Власти региона Овернь — Рона — Альпы активно продвигают инновации, НИОКР и инвестиции в стартапы, стремясь отойти от старых отраслей промышленности в пользу индустрии 4.0. В регионе имеется несколько полюсов конкурентоспособности и технополисов, в которых власти и бизнес стимулируют развитие научных исследований, передовых технологий и современных отраслей промышленности:
- Лионбиополь[фр.] (Лион и Гренобль) — биотехнологии и фармацевтика, в том числе лекарства и ветеринарные препараты
- Зерновая долина — Нутравита[фр.] (Сен-Бозир, Рьом и Клермон-Ферран) — биотехнологии, переработка зерновых и масличных культур, производство продуктов питания, кормов для животных и биодобавок 
  - Биополь Клермон-Лимань[фр.] (Сен-Бозир[фр.])
- Minalogic[фр.] (Гренобль, Лион и Сент-Этьен) — информационные технологии, микроэлектроника, оптоэлектроника и цифровые инновации
  - Minatec[фр.] (Гренобль) — микро- и нанотехнологии
- Tenerrdis[фр.] (Гренобль) — новые энергетические технологии, возобновляемые источники энергии, аккумуляторы и умные электросети
- ViaMéca[фр.] (Клермон-Ферран) — механические и роботизированные системы, инженерные исследования
- Полуостров[фр.] (Гренобль) — фундаментальные и прикладные исследования
  - European Synchrotron Radiation Facility (Гренобль) — исследования в области физики ускорителей
  - NanoBio[фр.] (Гренобль) — микро- и нанотехнологии в области здравоохранения, оборудование для анализов, диагностики и терапии заболеваний
- Inovallée[фр.] (Мелан и Монбонно-Сен-Мартен) — информационные и телекоммуникационные технологии
- Технополис Аршама[фр.] (Аршам[фр.]) — биотехнологии, электроника, медицинские исследования
- Технополис Alimentec[фр.] (Бурк-ан-Брес) — продукты питания и пищевая упаковка
- Кампус «Цифровой регион»[фр.] (Шарбоньер-ле-Бен[фр.]) — научные исследования и информационные технологии
- Технопарк Pascalis[фр.] (Клермон-Ферран) — информационные и телекоммуникационные технологии
- Savoie Technolac[фр.] (Ле-Бурже-дю-Лак[фр.] и Ла-Мот-Серволе) — зелёная энергетика, микроэлектроника и робототехника

## Крупнейшие компании
Крупнейшими компаниями региона по обороту являются:
- Renault Trucks (7,47 млрд долл.)
- Michelin (5,83 млрд долл.)
- Sanofi Pasteur (3,98 млрд долл.)
- Iveco Bus (2,67 млрд долл.)
- Evian (1,84 млрд долл.)

Лион является крупным деловым центром Франции, в городе расположены штаб-квартиры промышленных компаний Sanofi Pasteur, Viatris Sante, Bayer SAS, Kem One, Solvay France, Boehringer Ingelheim Animal Health France, Merck Sante, Elkem Silicones France, Linde France.

## Автомобильная промышленность

Штаб-квартира Michelin в Клермон-Ферране

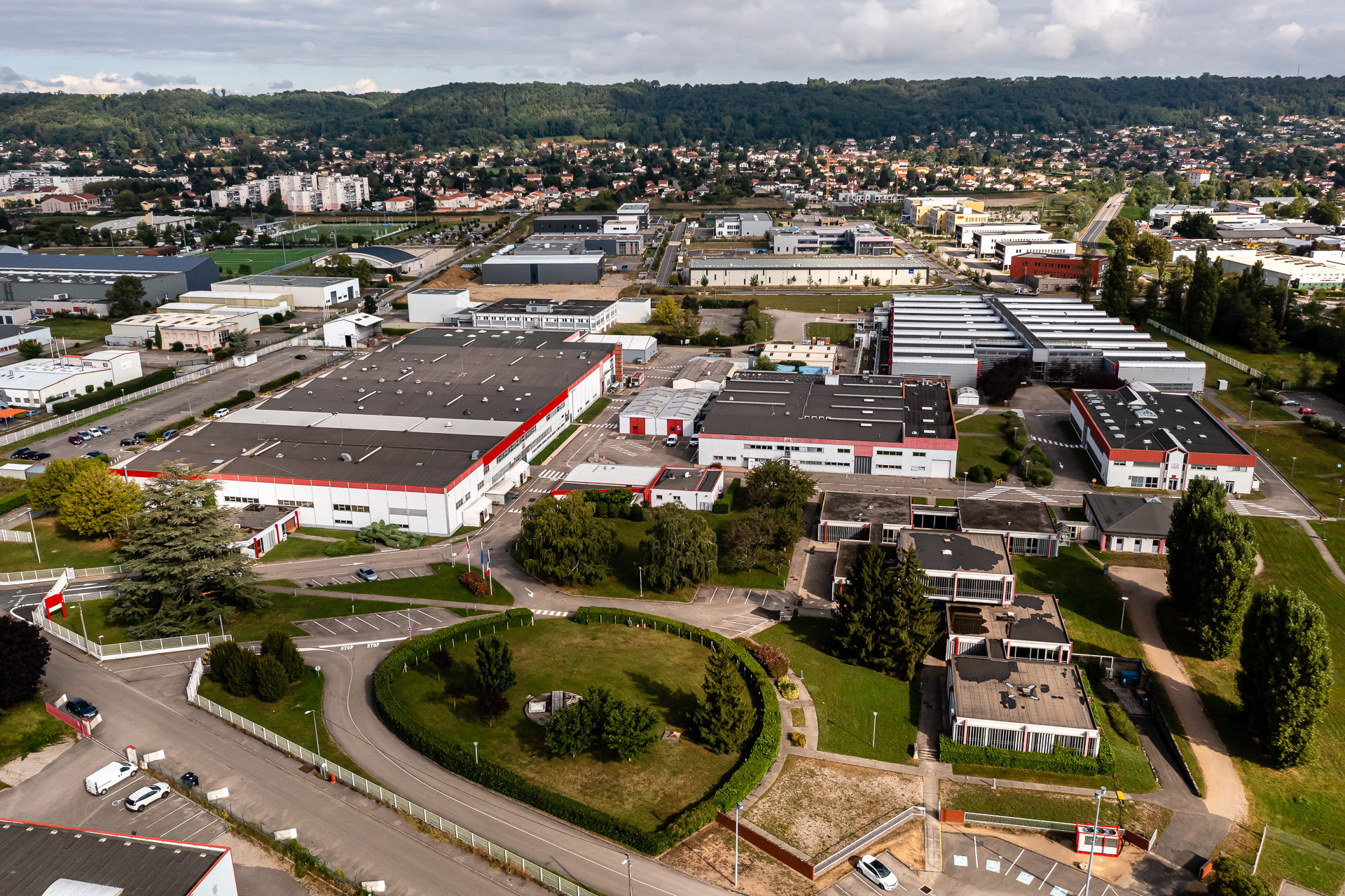
Завод EFI Automotive в Бено

Регион Овернь — Рона — Альпы является крупным производителем грузовиков, автобусов, шинн и других автокомплектующих. Крупнейшей промышленной компаний региона является производитель грузовых автомобилей Renault Trucks, базирующийся в Сен-Приесте. Главный завод по сборке грузовиков расположен в городе Бурк-ан-Бресе, а производство двигателей находится в городе Венисьё. 
На втором месте среди крупнейших промышленных компаний региона находится производитель автомобильных шин, резиновых шлангов и трубок Michelin из Клермон-Феррана; помимо центрального завода в Клермон-Ферране компания имеет большой шинный завод в Роане.
Другими крупнейшими компаниями сектора являются производитель автобусов Iveco Bus (Венисьё), производители автомобильных комплектующих JTEKT Europe (Ириньи), OPmobility / Plastic Omnium Auto Exterieur (Лион), Akwel (Шанфромье) и EFI Automotive (Бено).
Завод оборонной группы KNDS France в Роане производит боевые машины пехоты и платформы для самоходных артиллерийских установок. Компания Aixam-MEGA (Экс-ле-Бен), входящая в состав американской группы Polaris Industries, производит компактные легковые и грузовые автомобили. Компания Ligier Group (Абрест) производит компактные легковые автомобили и электрические микроавтобусы.

## Химическая промышленность

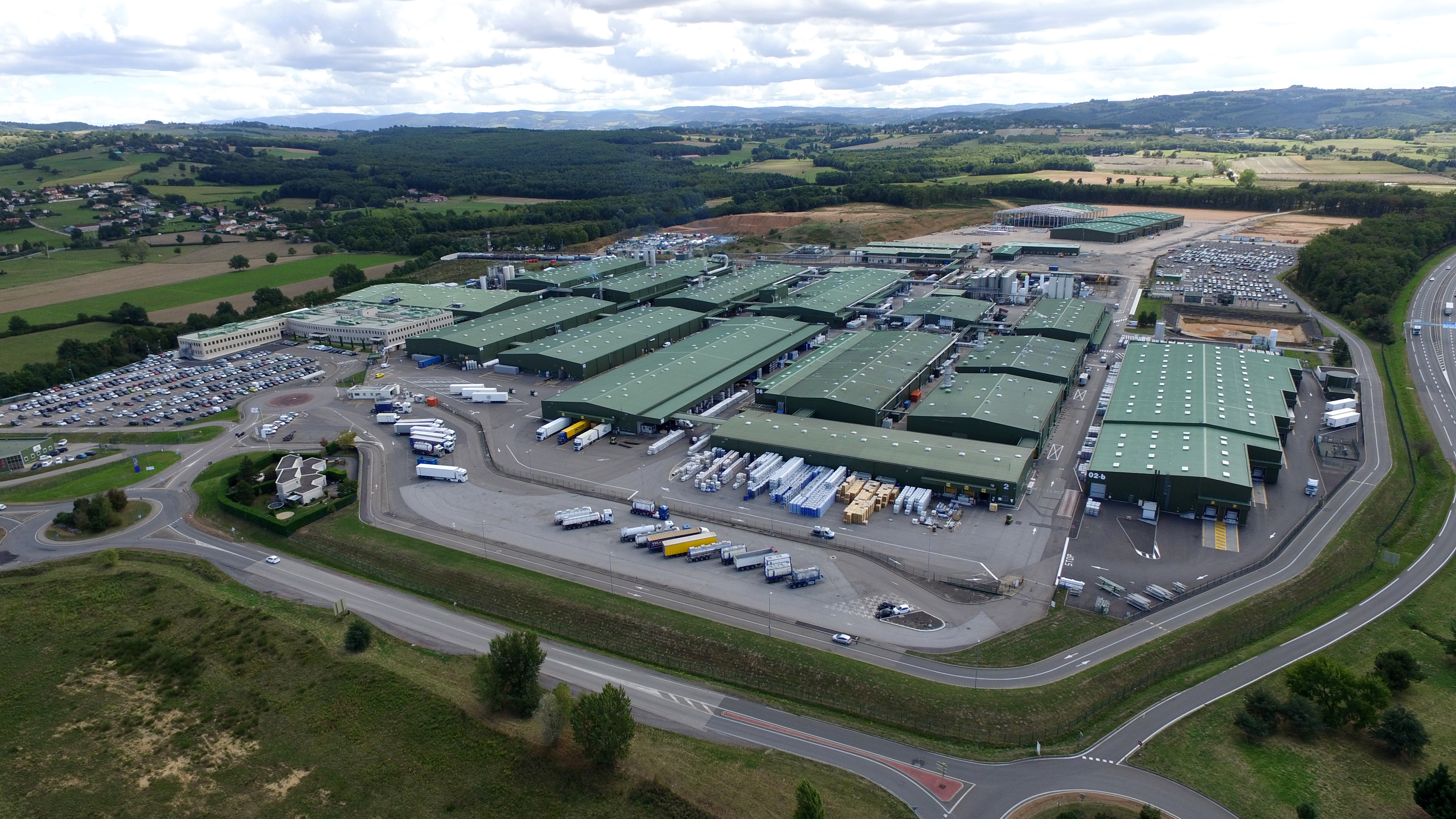
Химический завод Groupe SNF в Андрезье-Бутеоне

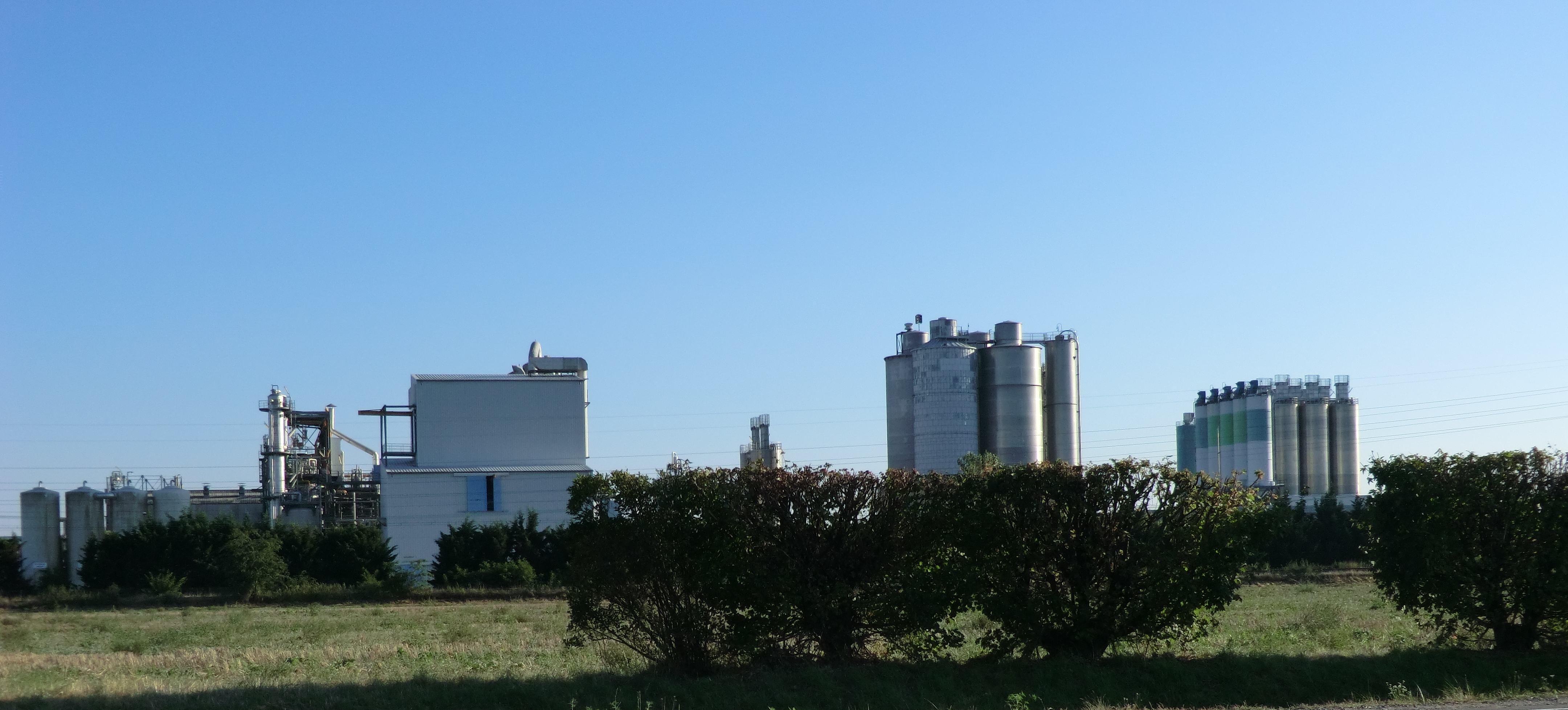
Химический завод Arkema Kem One в Балане

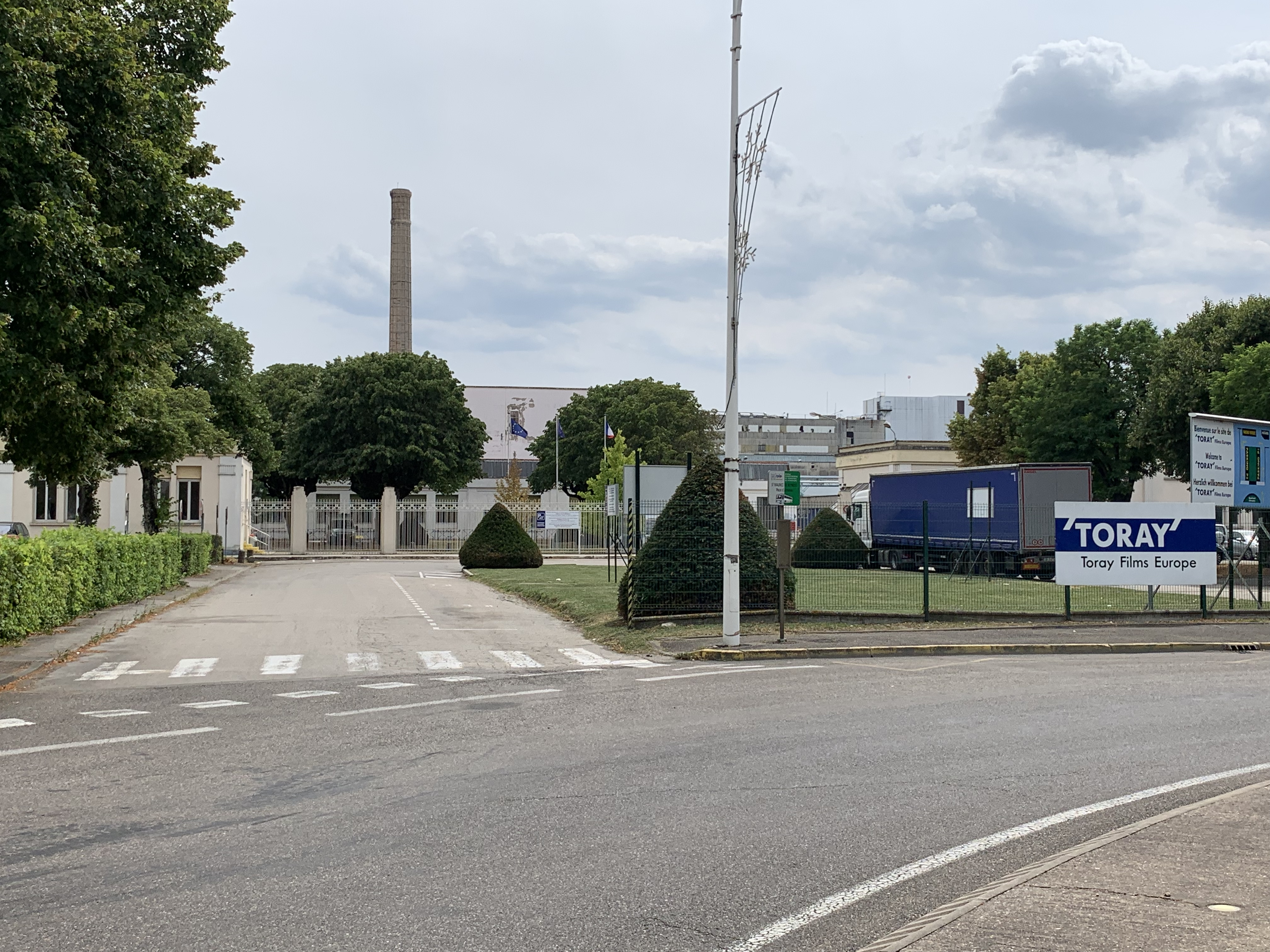
Химический завод Toray Industries в Сен-Морис-де-Бено

Регион Овернь — Рона — Альпы занимает ключевое положение в химической промышленности Франции. К югу от Лионской метрополии, вдоль национальной автострады A7 расположена так называемая Химическая долина — большой кластер нефтехимических и химических заводов. Вокруг Ойонны расположена так называемая Долина пластика — крупнейший в Европе центр по обработке пластмасс.
Важнейшими предприятиями отрасли являются следующие химические и нефтеперерабатывающие заводы: 
- Arkema Kem One в Балане (производство полиэтилена и винилхлорида)
- Groupe SNF[фр.] в Андрезье-Бутеоне[фр.] (производство водорастворимых полимеров для очистки воды и добычи нефти)[8]
- Solvay в Коллонж-о-Мон-д’Оре[фр.] (производство диоксида кремния)[9]
- BASF Agri Production в Экюли (производство средств защиты растений и средства для обработки семян)[10]
- PolyTechnyl[англ.] в Сен-Фоне (производство технических полиамидов, включая волокна и плёнки)
- Vencorex в Сен-Приесте[фр.] (производство изоцианатов)[11]
- Hexcel Composites[англ.] в Даньё (производство препрегов и смол)[12]
- Elkem Silicones[фр.] в Сен-Фоне (производство силиконовых материалов)
- Ahlstrom Specialties в Понт-Эвек (производство материалов для фильтров и плёнок)
- Stepan Europe[англ.] в Ворепе (производство химикатов для агробизнеса и бытовой химии)[13]
- Becker Industrie в Монбризоне (производство специальных покрытий и красок)[14]
- TotalEnergies Additives & Fuels Solutions в Живоре (производство топлива, смазочных материалов и специальных присадок)[15]
- A. Barbier et Cie в Сент-Сиголене[фр.] (производство полиэтиленовых плёнок, мешков и труб)[16]
- Serge Ferrari в Сен-Жан-де-Судене (производство композитных материалов для чехлов, штор, жалюзи, натяжных потолков, тентов и парусов)[17]
- Siegwerk France[нем.] в Ветра-Монту[фр.] (производство красок для полиграфии и упаковки)[18]
- PCAS[фр.] в Бургуэн-Жальё (производство специальных химикатов)
- Tokai COBEX Savoie[фр.] в Ла-Лешере (производство углеродных и графитовых блоков, катодов и порошков)
- Tokai COBEX Savoie[фр.] в Венисьё (производство углеродных и графитовых блоков, катодов и порошков)[19]
- Hexcel Reinforcements[англ.] в Лез-Авеньере (производство стеклотканей и углеродных армирующих материалов)[20]
- Trelleborg Fluid Handling Solutions в Клермон-Ферране (производство промышленных шлангов и резиновых листов)[21]
- Condat в Шас-сюр-Роне (производство смазочных материалов и промышленных масел)[22]
- Toray Films Europe в Сен-Морис-де-Бено (производство пластиковых плёнок)[23]
- Arkema в Уллен-Пьер-Бенит[фр.] (производство фторированных продуктов для холодильной техники и промышленных покрытий)
- Arkema в Жарри (производство продуктов для бытовой химии и бумажной промышленности)
- Arkema в Ла-Шамбре[фр.] (производство растворителей, клеев и красителей)
- TotalEnergies в Фейзене[фр.] (производство нефтепродуктов)
- Elkem Silicones[фр.] в Русийоне (производство силиконовых материалов)
- Hexcel Fibers[англ.] в Русийоне (производство полиакрилонитрила и углеродного волокна)[24]
- Colgate-Palmolive в Рийе-ла-Пап[фр.] (производство моющих средств и другой бытовой химии)
- MSSA[фр.] в Сен-Марселе[фр.] (производство хлора, отбеливателя и оксида натрия)
- Lanxess в Эпьере[фр.] (производство фосфорных продуктов)
- Solvay в Ле-Пон-де-Кле (производство промышленных газов)[25]

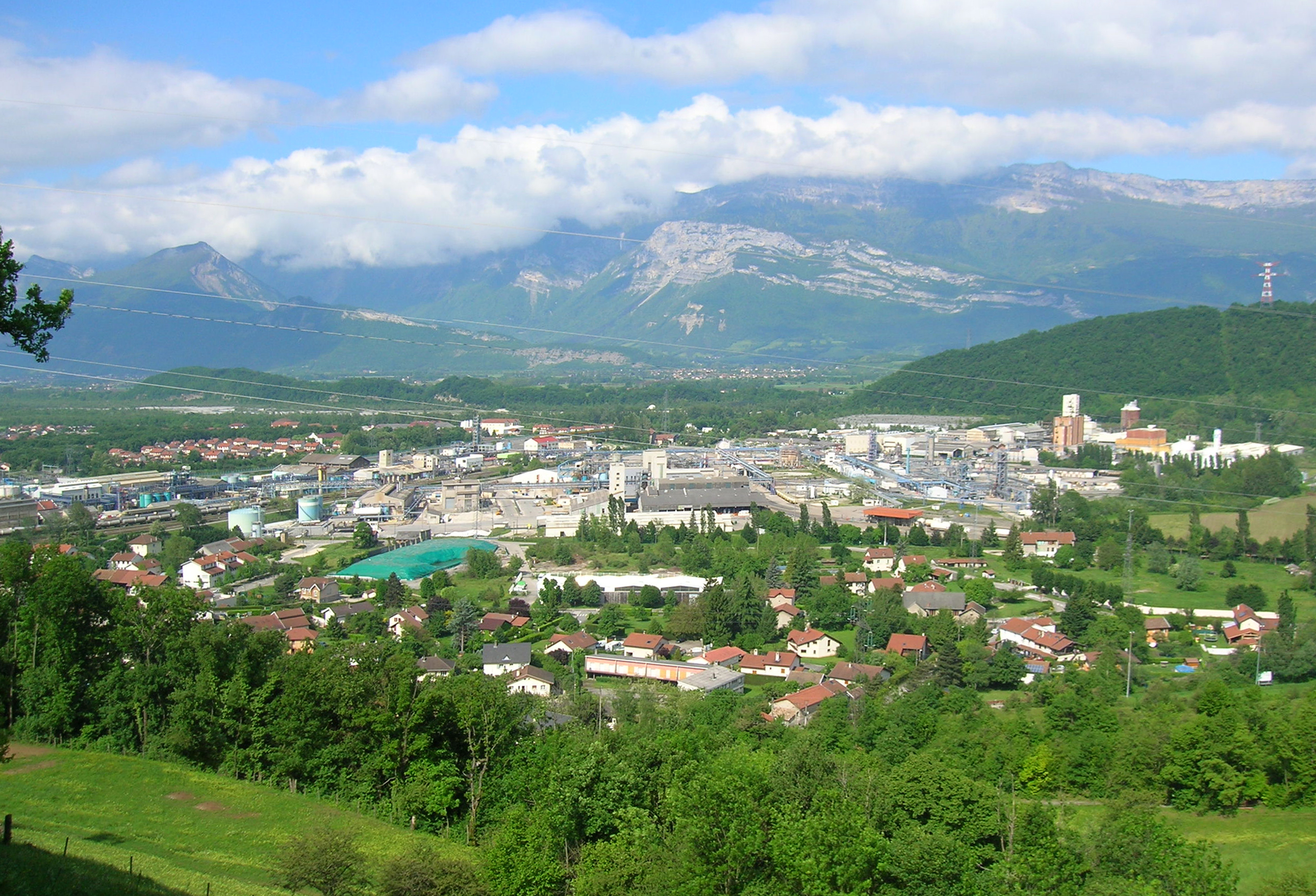
Завод Arkema в Жарри
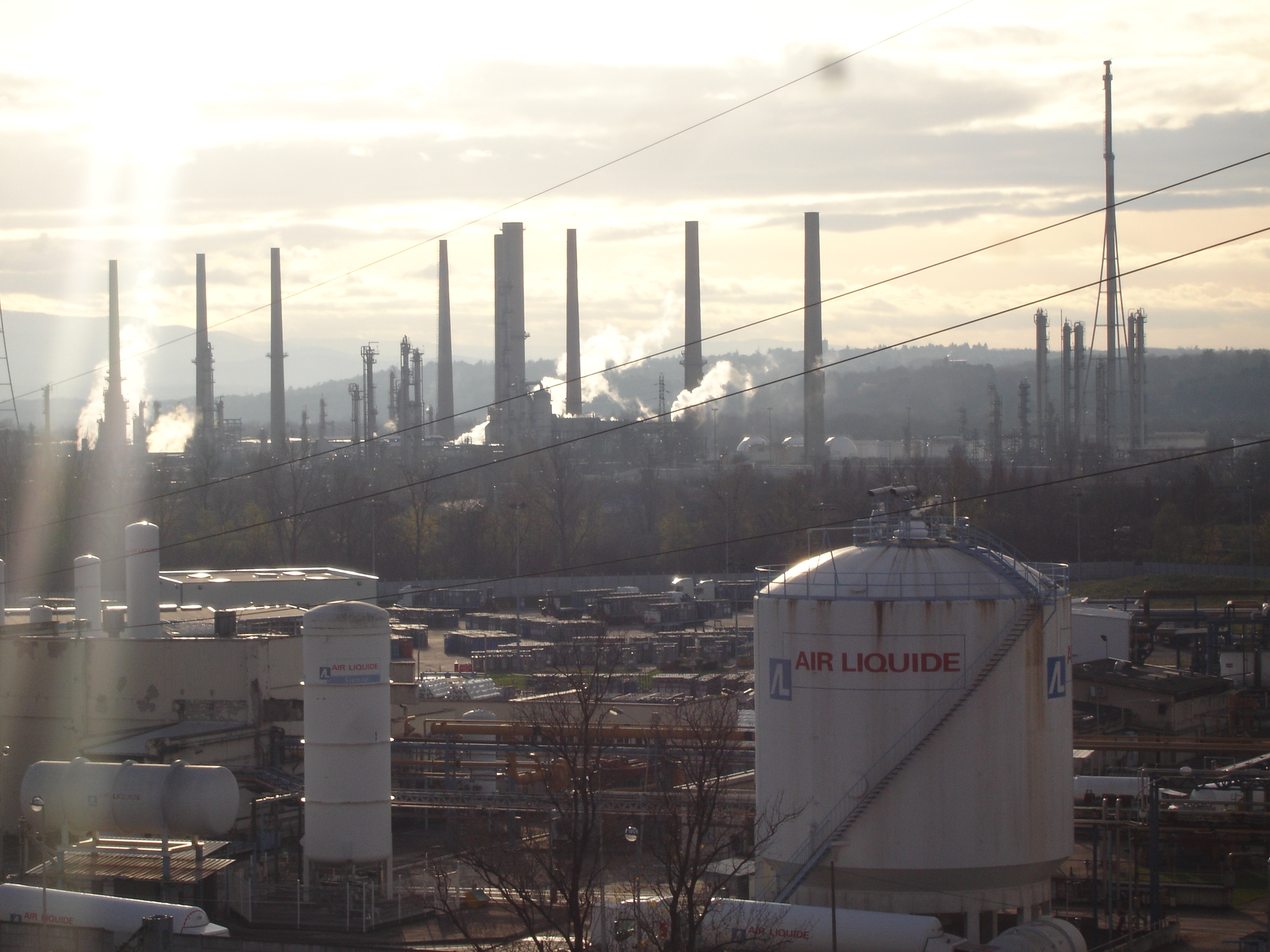
НПЗ TotalEnergies в Фейзене
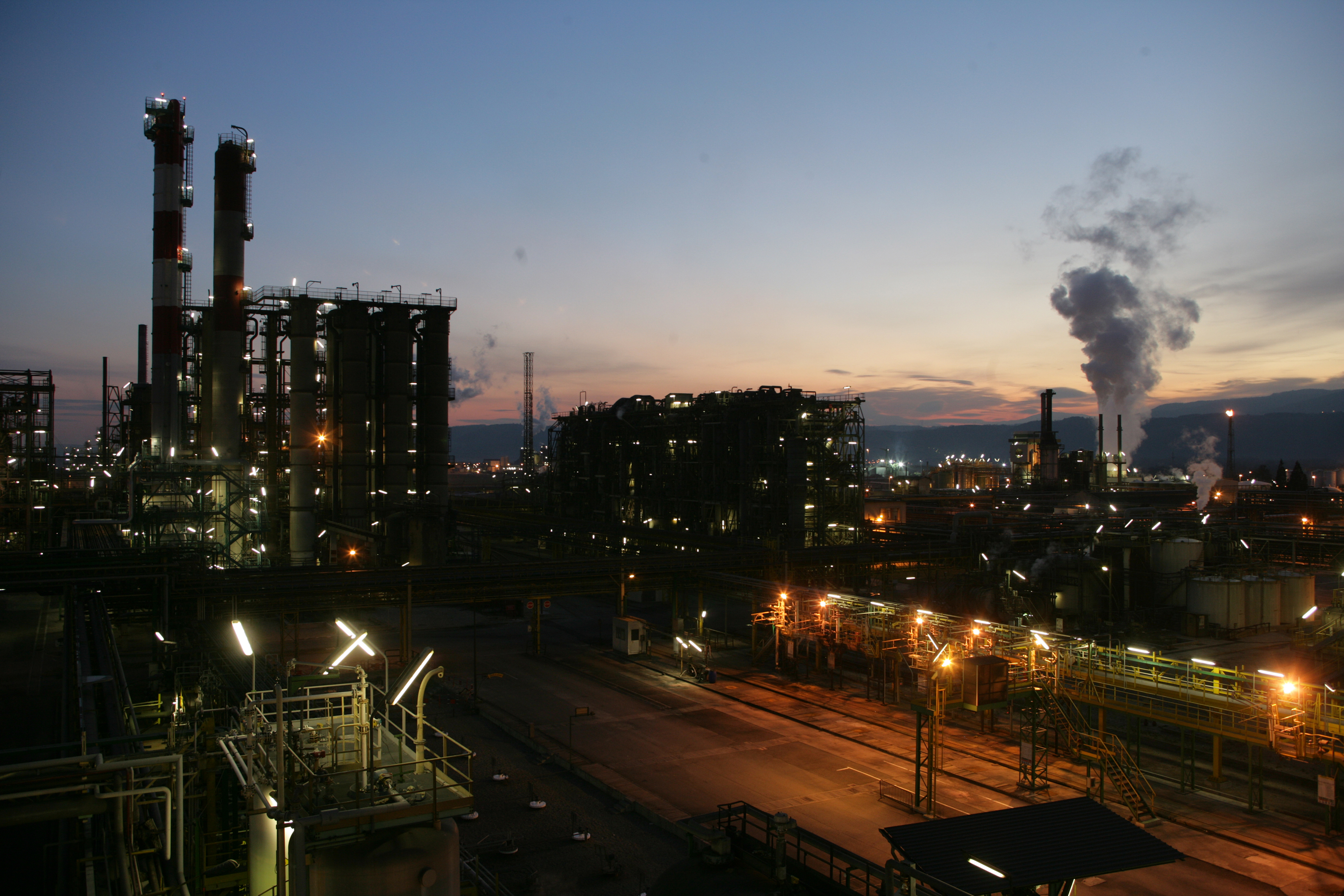
Завод Elkem Silicones в Русийоне
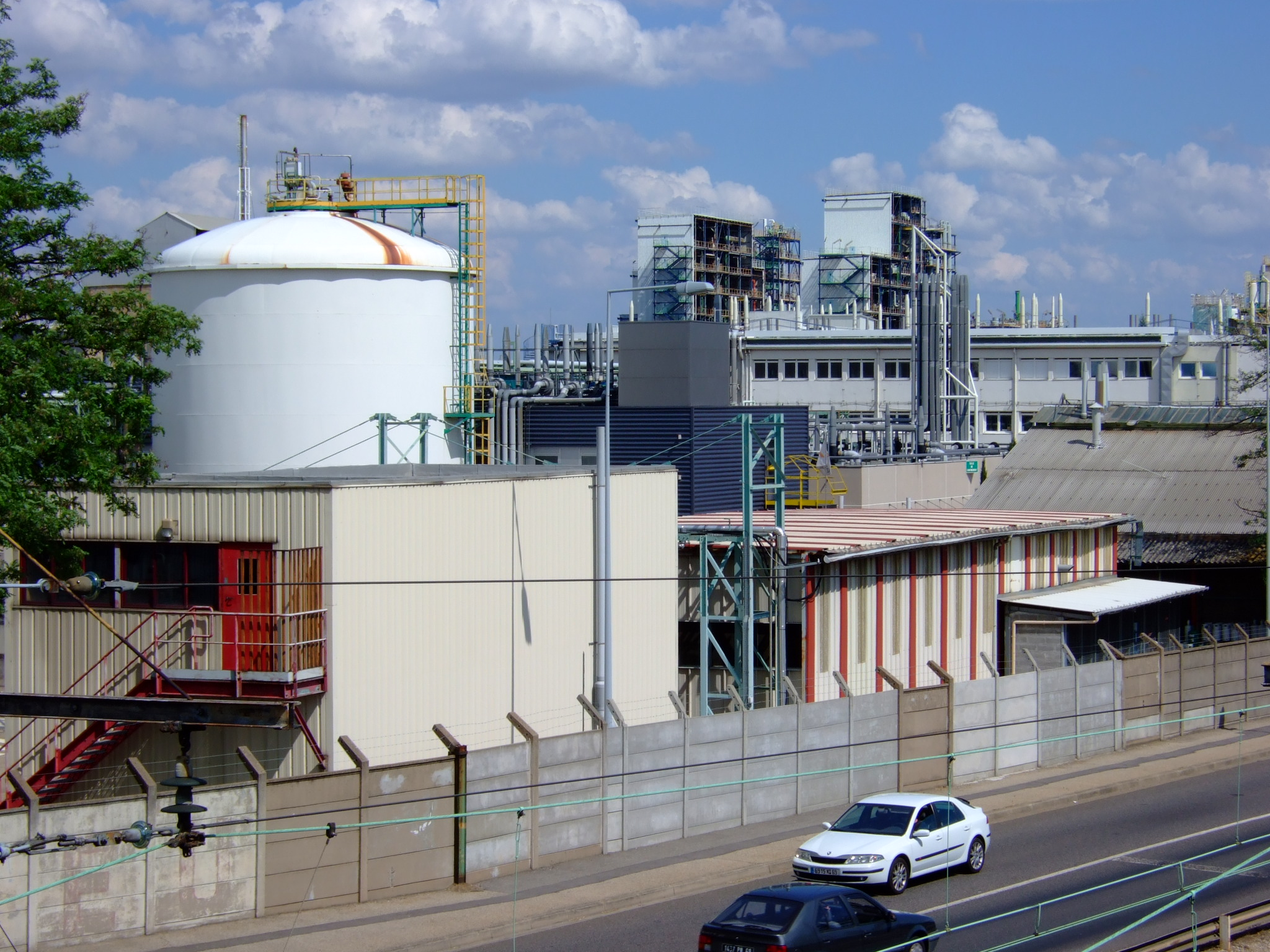
Завод Arkema в Уллен-Пьер-Бенит

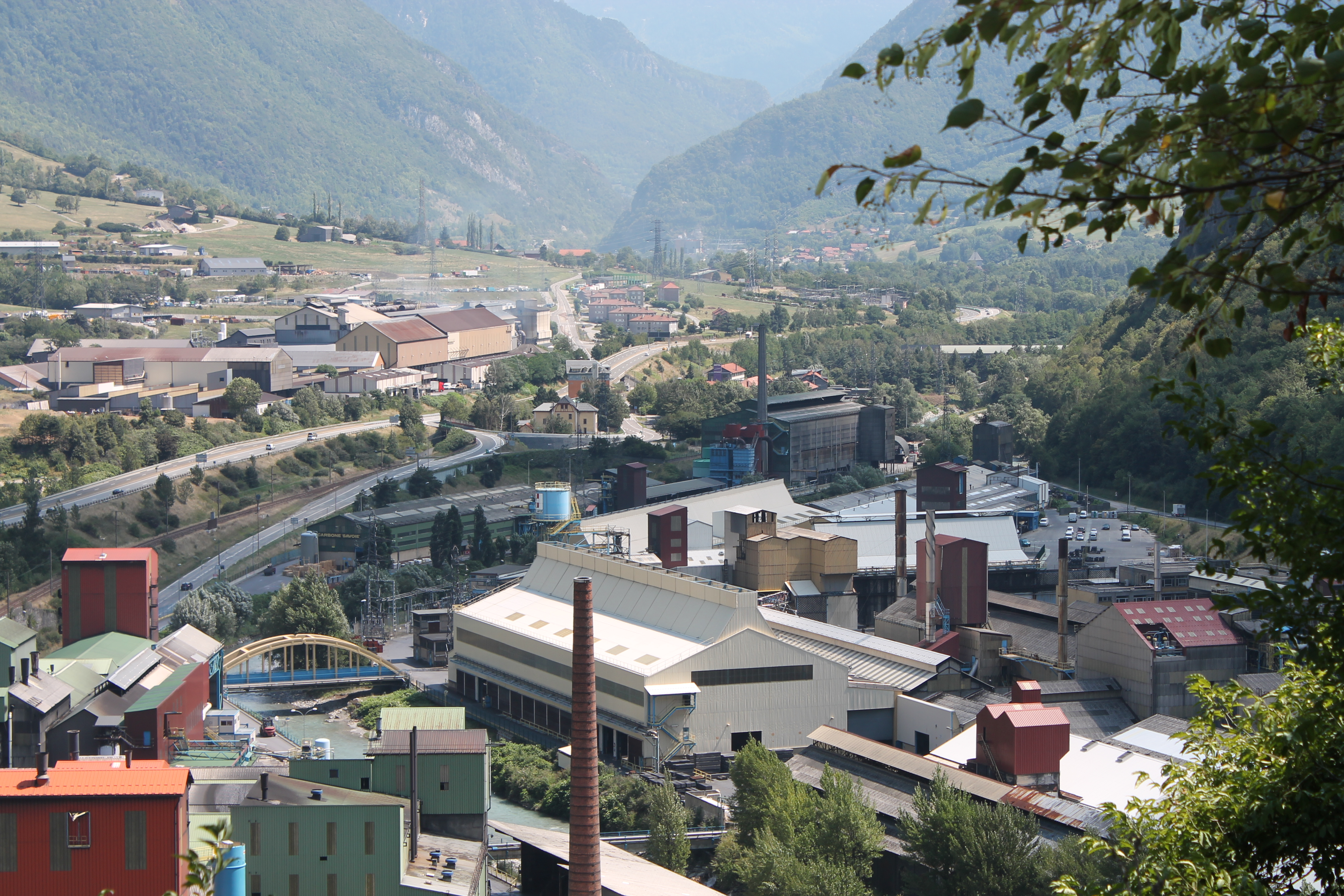
Завод Carbone Savoie в Ла-Лешере
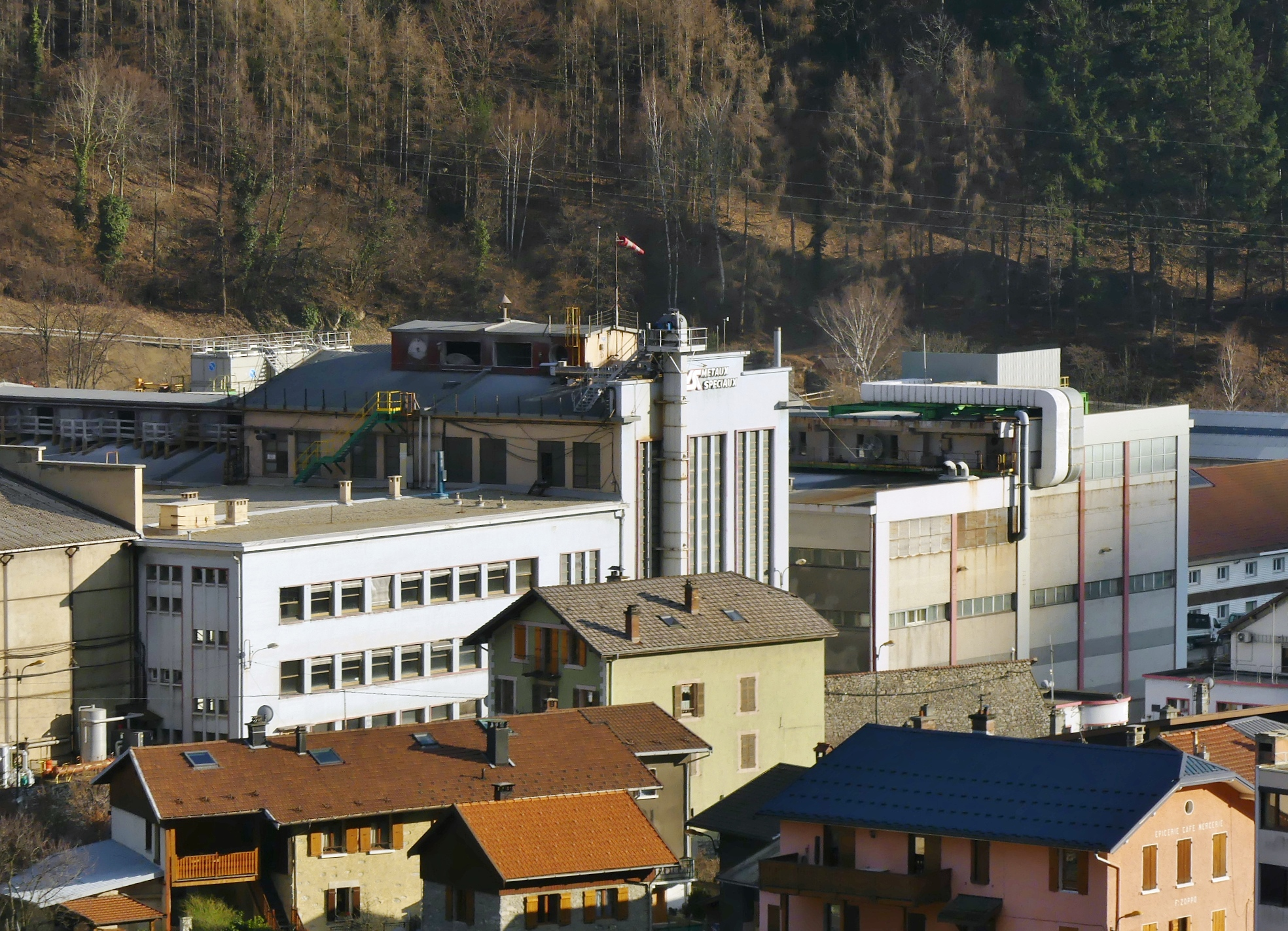
Завод MSSA в Сен-Марселе
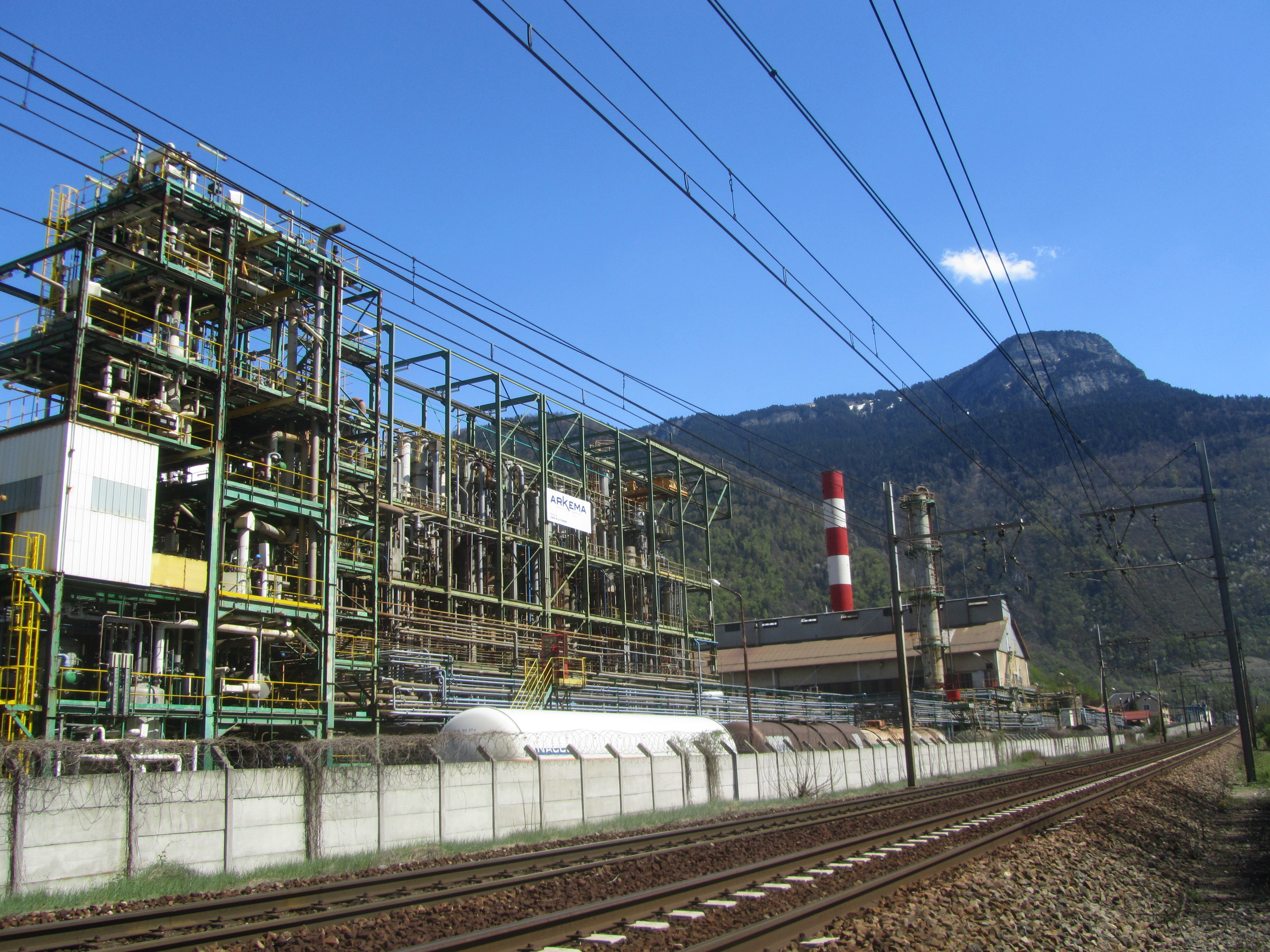
Завод Arkema в Ла-Шамбре
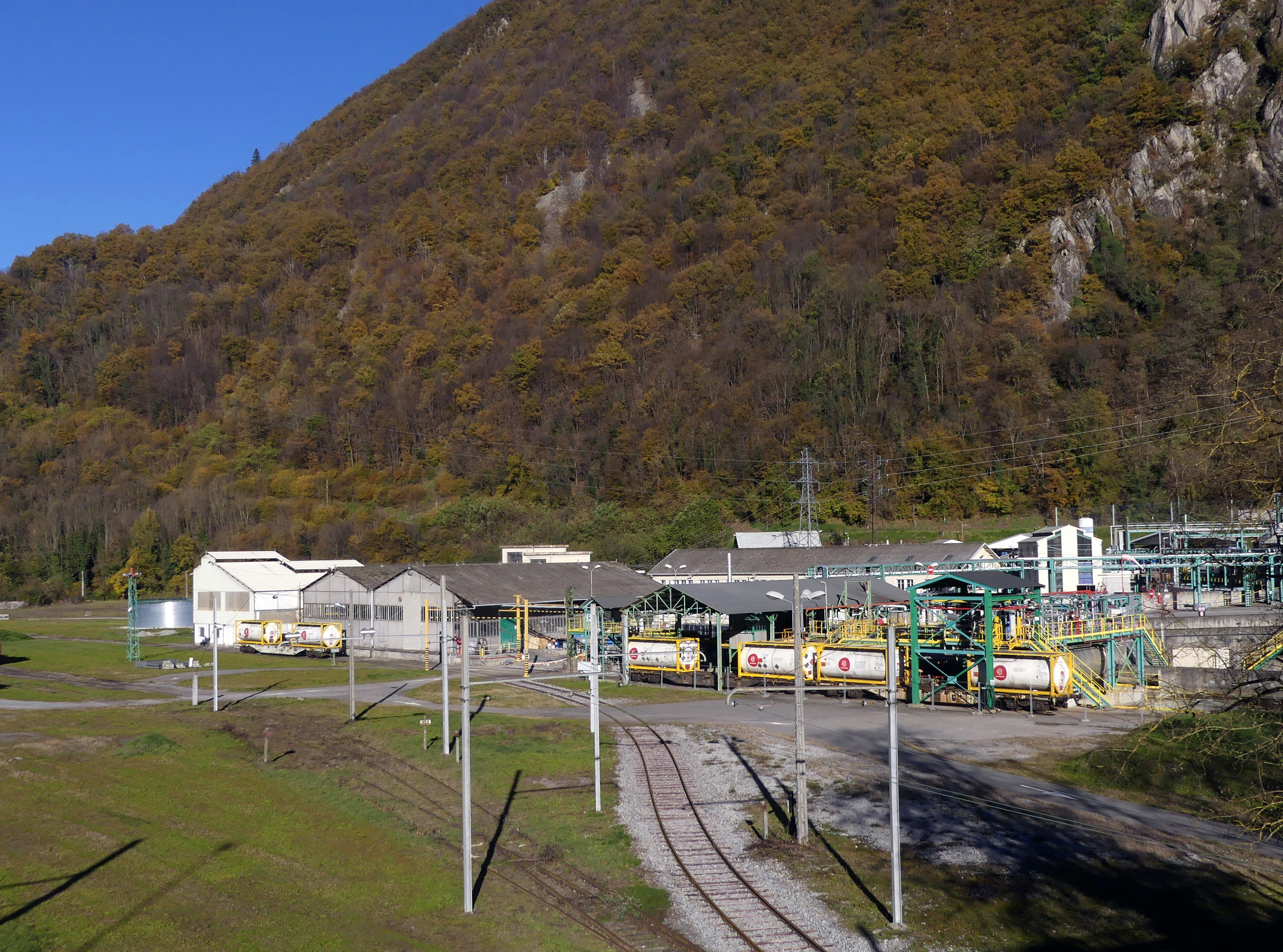
Завод Lanxess в Эпьере

## Фармацевтическая и биотехнологическая промышленность

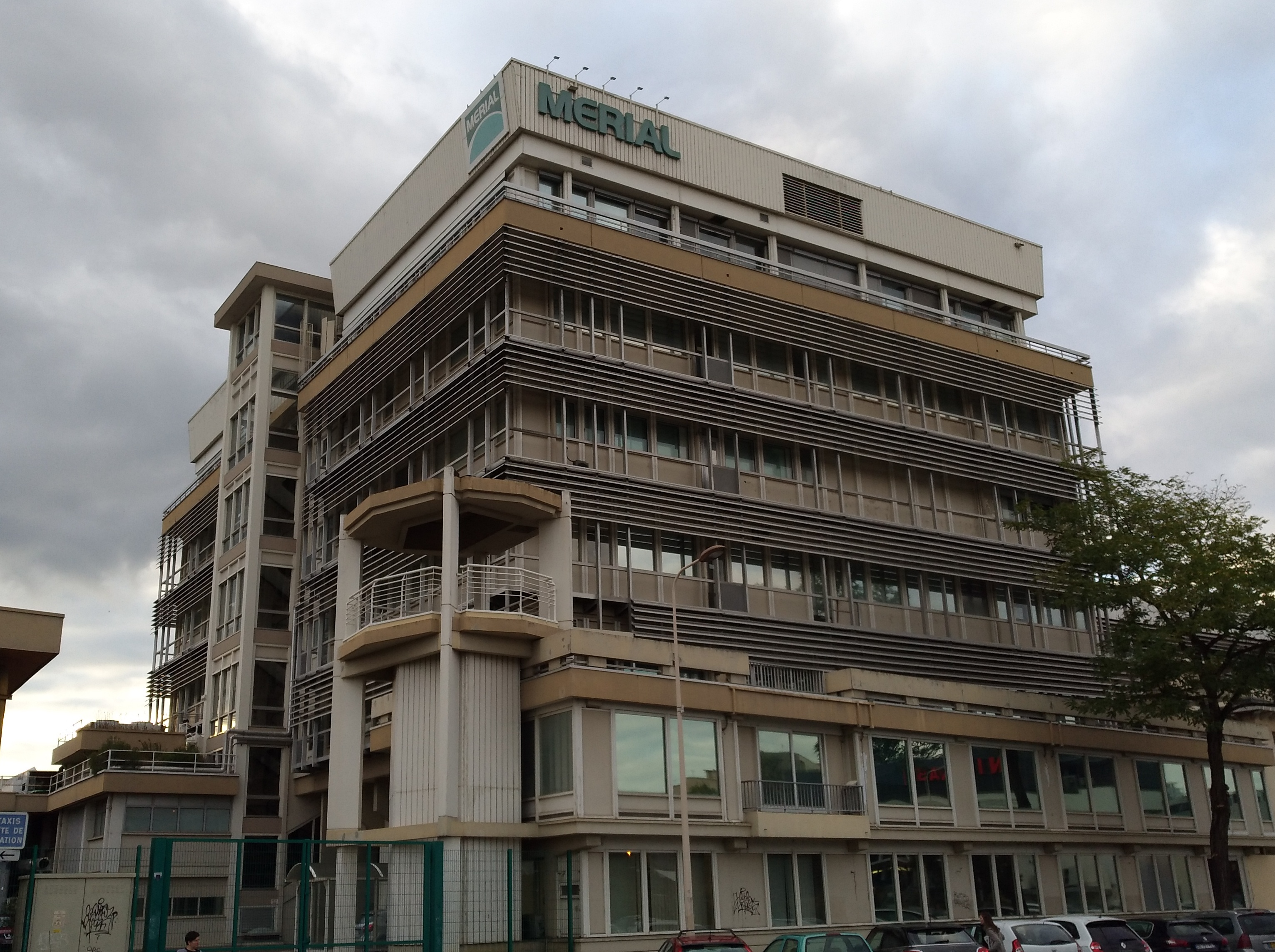
Лионский офис Boehringer Ingelheim Animal Health

Лионская метрополия является крупным фармацевтическим центром не только Франции, но и всей Европы; здесь производят различные лекарства, вакцины, витамины, пищевые добавки, ветеринарные препараты и реагенты. В фармацевтическом и биотехнологическом секторе региона представлены такие важные игроки, как крупнейший в мире производитель вакцин Sanofi Pasteur (Лион), производитель диагностических реагентов и оборудования BioMérieux (Марси-л’Этуаль), производители лекарственных средств и компонентов Viatris Sante (Сен-Приест), Allergan Industrie (Анси), Bayer (Лион), Merck Sante (Лион), Genzyme Polyclonals (Лион), Laboratoire Aguettant (Лион), Seqens / PCAS (Экюли), Novacyl (Экюли), производитель ветеринарных препаратов Boehringer Ingelheim Animal Health France (Лион), производитель офтальмологических препаратов Laboratoires Thea (Клермон-Ферран). Компания Excelvision (Анноне), входящая в группу Fareva, производит упаковку для глазных капель.

## Электронная и электротехническая промышленность

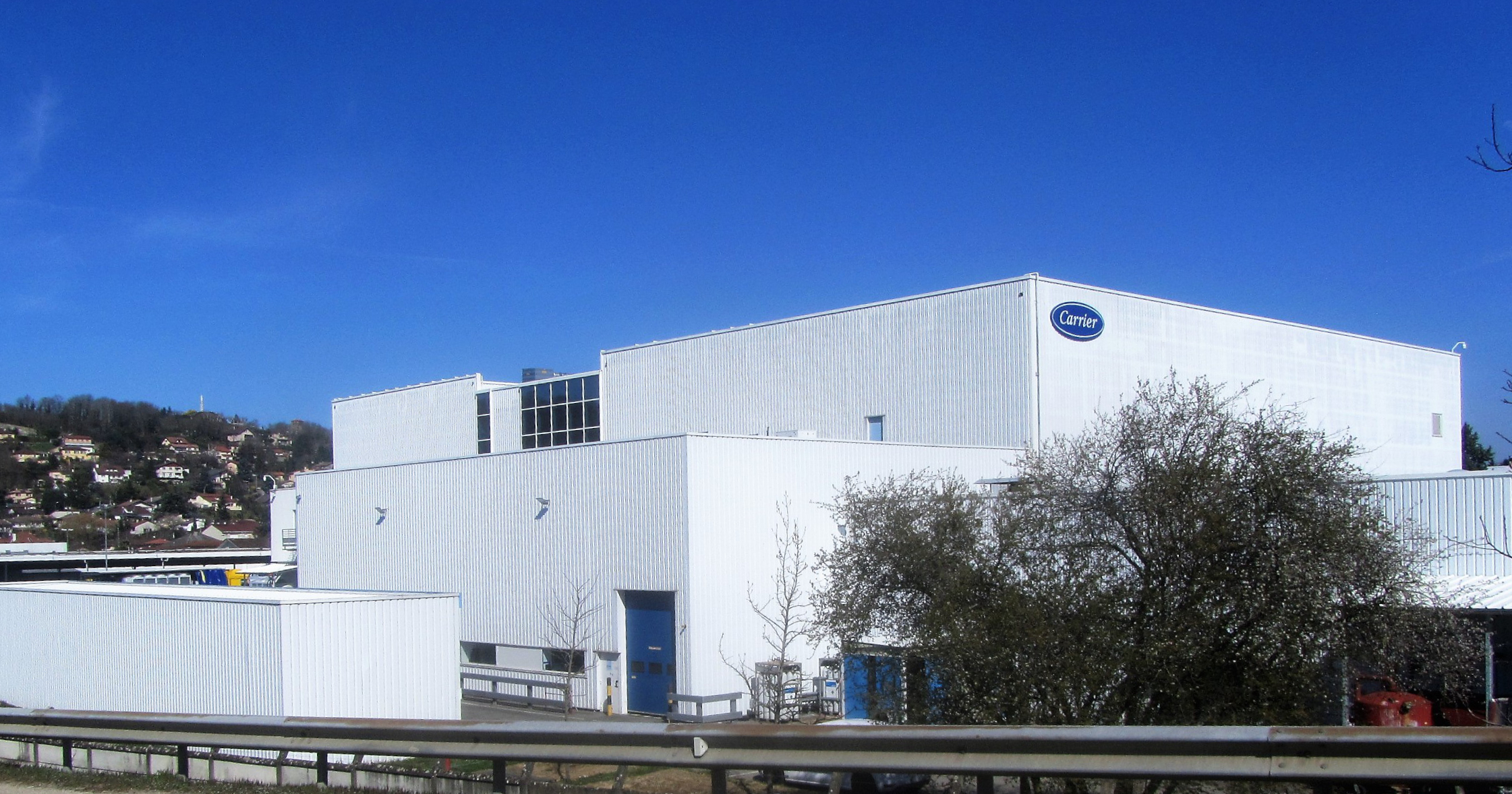
Завод Carrier Corporation в Монлюэле

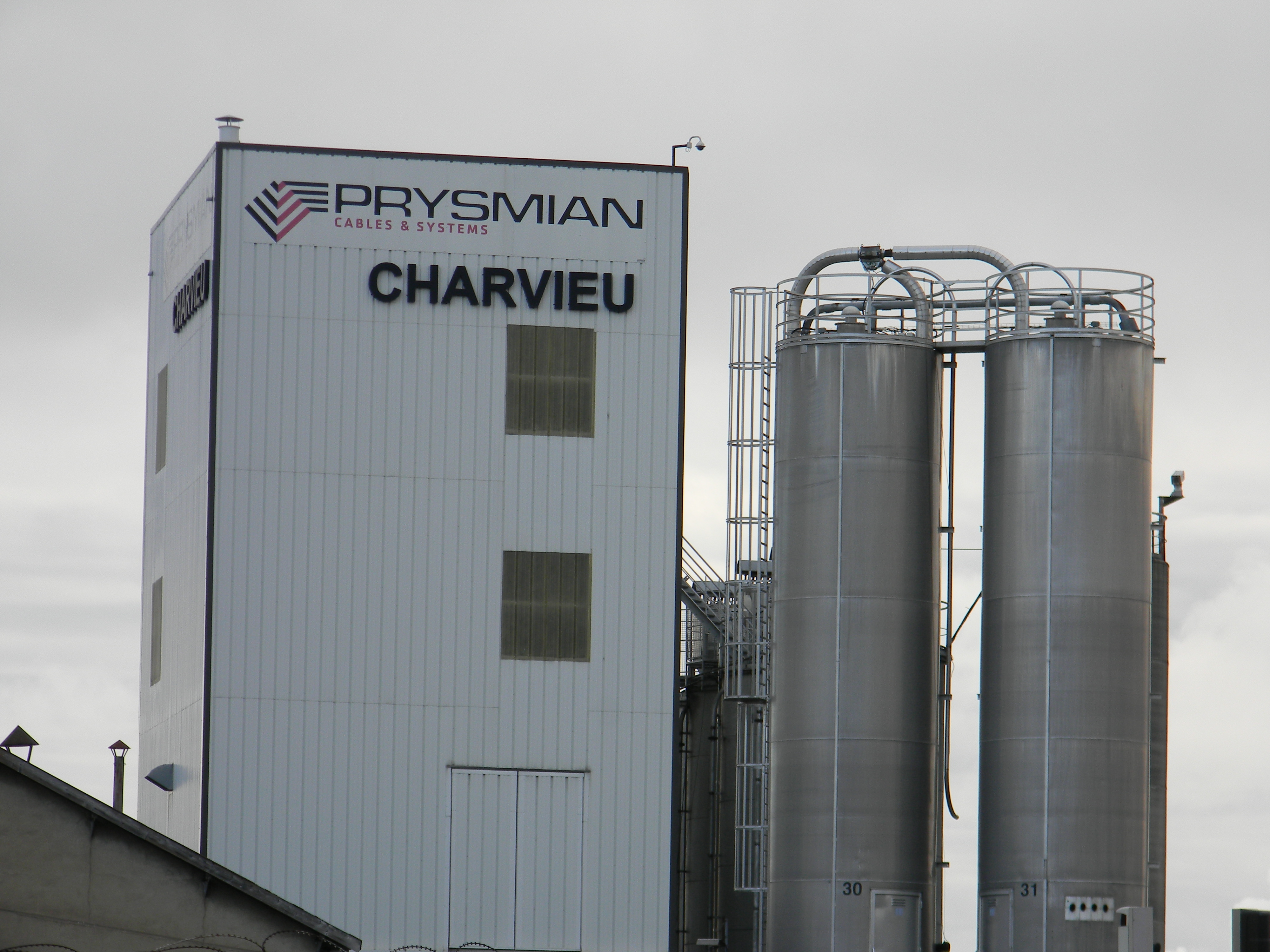
Завод Prysmian в Шарвьё-Шаваньё

Регион занимает ключевые позиции в производстве микросхем, полупроводниковых устройств, медицинской и бытовой электроники. Компания STMicroelectronics имеет завод полупроводниковых устройств в Кроле. Компания Becton Dickinson имеет завод по производству медицинского оборудования в Ле-Пон-де-Кле. В Бернене базируется производитель полупроводниковых пластин Soitec.
Производитель климатических систем и оборудования Carrier Corporation имеет в регионе два завода в Монлюэле и Кюло. Компания Somfy (штаб-квартира в Клюзе) производит системы «умного дома», в том числе электронные замки, автоматические ворота и двери.
В Экюли расположена штаб-квартира Groupe SEB, которая производит мелкую бытовую технику и кухонную утварь (в том числе кофеварки, кофемашины, электрочайники, термокружки, вафельницы, кухонные комбайны, миксеры, блендеры, мясорубки, фритюрницы, тостеры, соковыжималки, йогуртницы, мультиварки, рисоварки, кухонные и бытовые весы, утюги, отпариватели, пылесосы, пароочистители, фены, очистители воздуха, электрообогреватели, машинки для стрижки и электробритвы). В состав Groupe SEB входят компании Tefal (штаб-квартира и фабрика в Рюмийи), Moulinex (штаб-квартира в Экюли) и Calor (штаб-квартира в Экюли, фабрика в Понт-Эвеке).
Компания Etablissements Gindre Duchavany (Лион) производит шины, катушки, проводку и другие компоненты для электрического оборудования. Компания Schneider Electric Alpes (Порт-де-Савойя) производит электросиловое оборудование. Компания Fresenius Medical Care имеет завод медицинского оборудования в Савиньи. Кабельные заводы компании Prysmian расположены в Шарвьё-Шаваньё и Шаванозе, кабельный завод Nexans находится в Ла-Верпийере, производитель проводов и кабелей Omerin базируется в Амбере.
Компания Crouzet (штаб-квартира в Валансе) производит системы автоматизации, в том числе датчики, микроконтроллеры, реле и переключатели. Компания Fresenius Vial (Брезен) производит медицинские инструменты и оборудование, включая инфузионные насосы. Компания Teledyne e2v Semiconductors (Сент-Эгрев) производит полупроводниковые устройства для аэрокосмической визуализации. Компания Bosch Rexroth DSI (Венисьё) производит электротехнические, гидравлические и пневматические компоненты, в том числе электроприводы и системы управления. Компания Trixell (Муаран), входящая в состав группы Thales, производит медицинское диагностическое оборудование, в том числе рентгеновские и радиологические аппараты. Компания Arturia (Мелан) производит синтезаторы,  драм-машины, клавиатуры и контроллеры.

## Производство промышленного оборудования

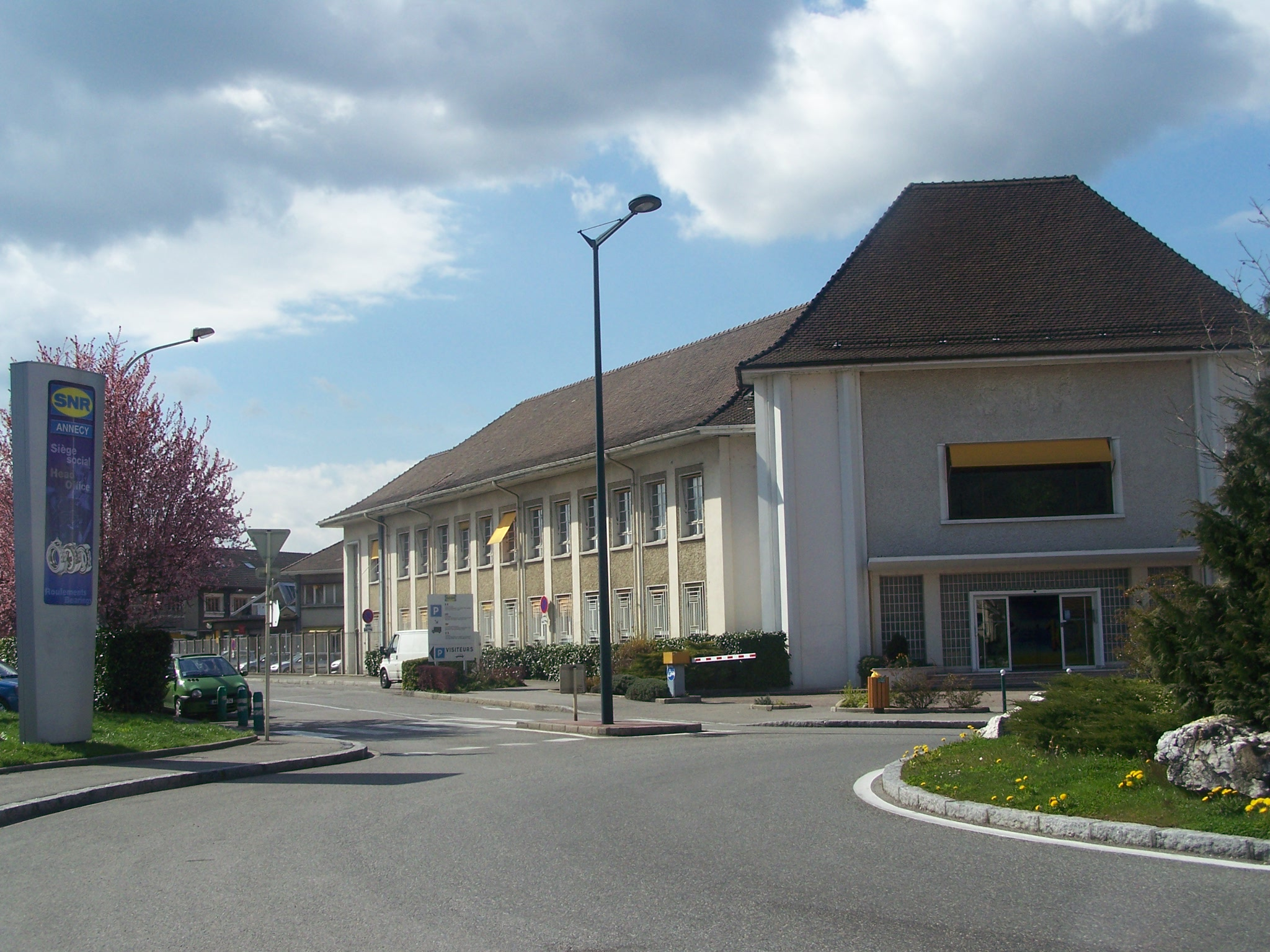
Штаб-квартира NTN Europe в Анси

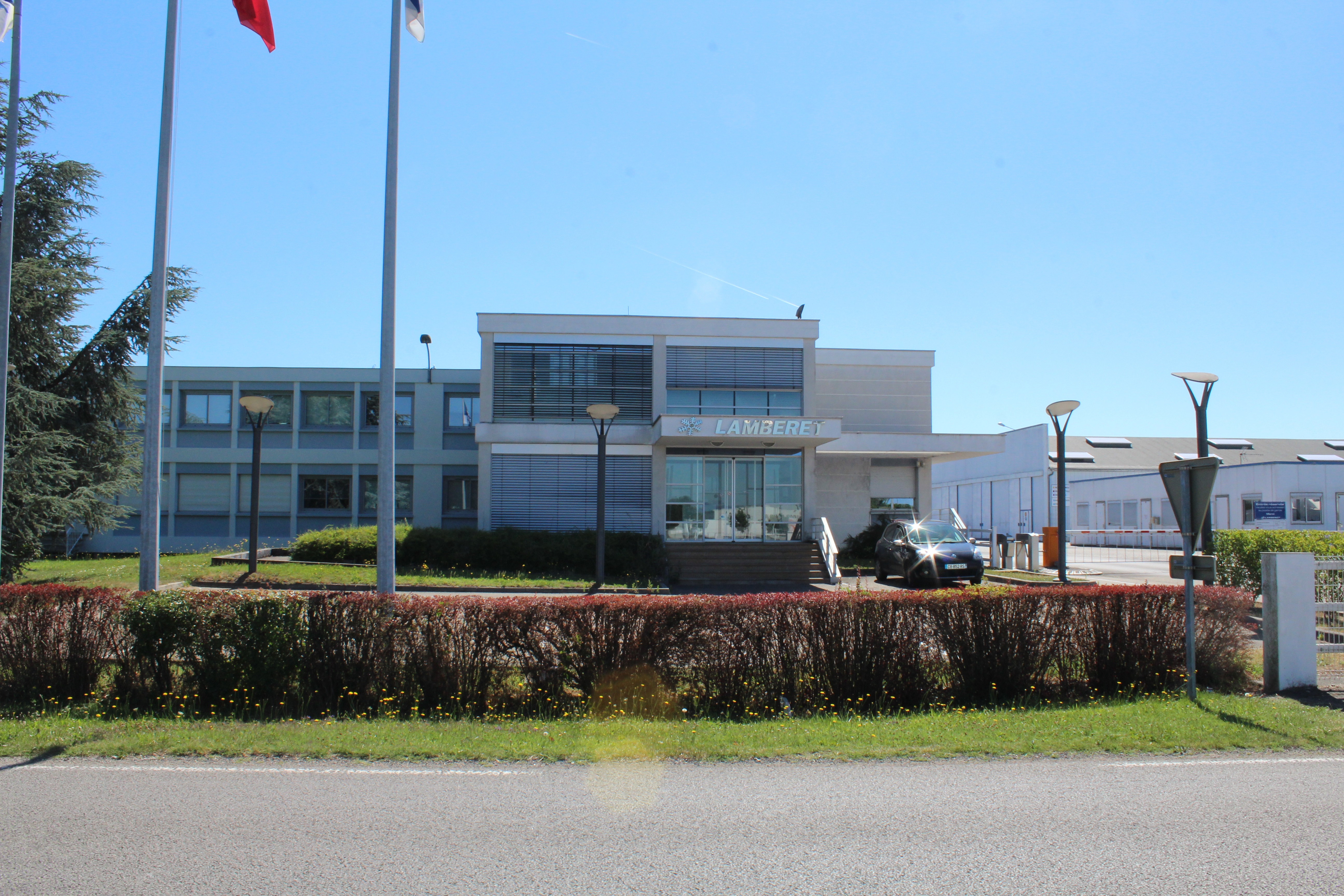
Штаб-квартира и завод Lamberet в Сен-Сир-сюр-Мантоне

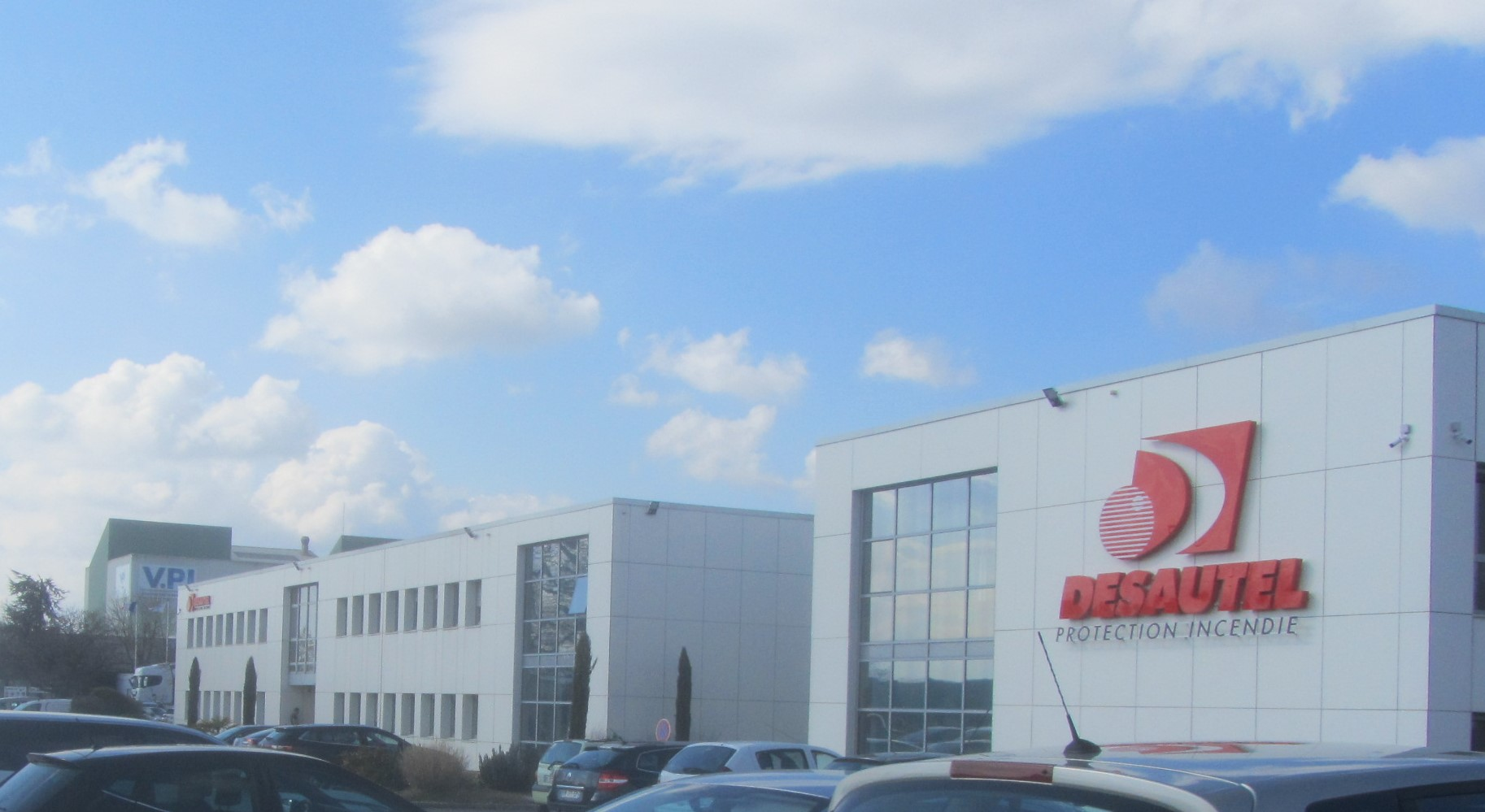
Штаб-квартира Desautel в Монлюэле

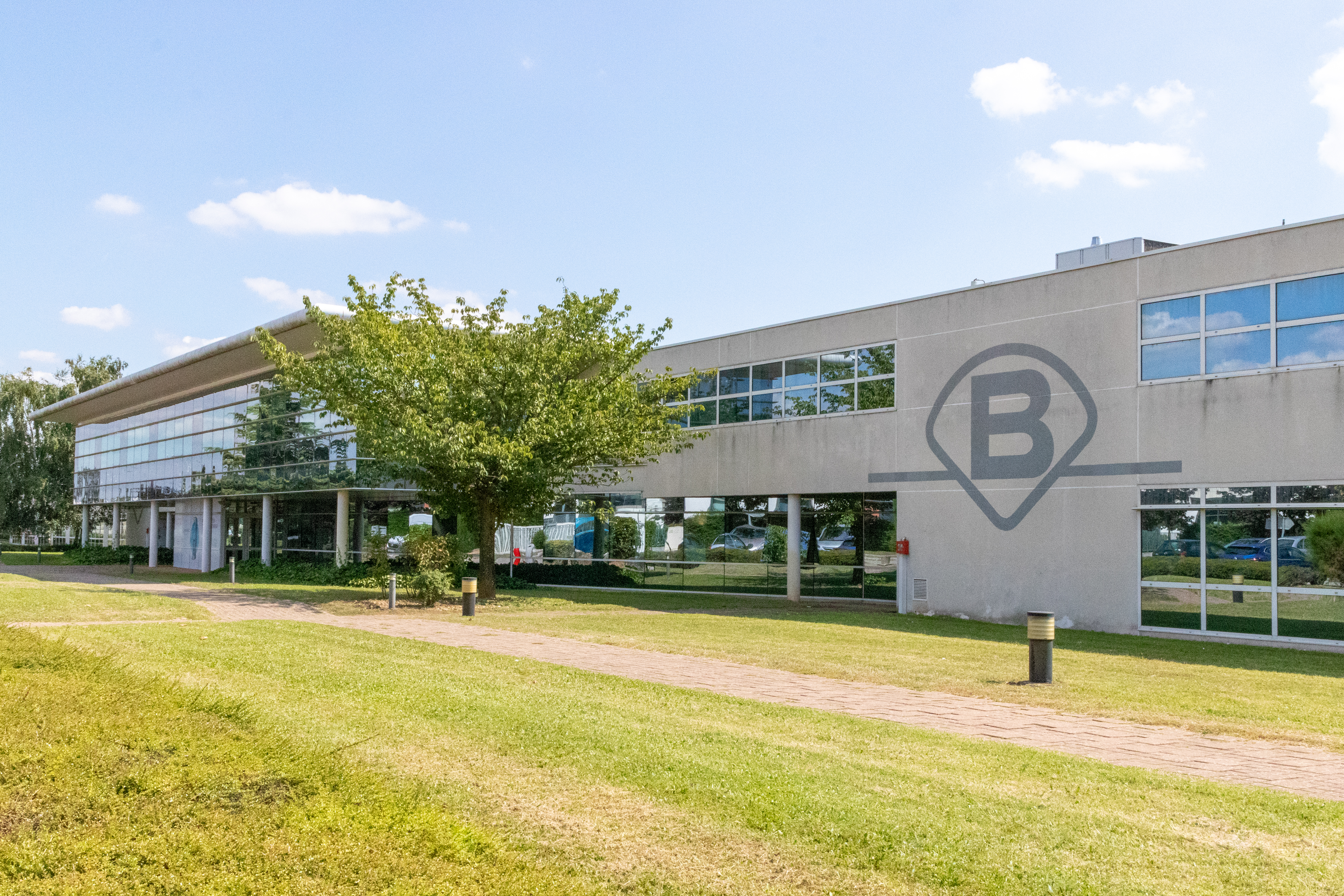
Штаб-квартира Bayard в Мейзье

Овернь — Рона — Альпы является крупным центром производства промышленного оборудования; регион занимает лидирующие позиции во Франции по производству строительного и логистического оборудования (краны, экскаваторы, погрузчики и подъемники), текстильного, упаковочного и пищевого оборудования, насосов, компрессоров, клапанов, рефрижераторов, систем вентиляции и кондиционирования, подшипников, промышленных роботов, медицинского и противопожарного оборудования. В отрасли ключевые позиции занимает иностранный капитал.
Компания Stäubli на заводах в Фавержe и Шасьё производит робототехнику и текстильное оборудование. Компания NTN Europe (штаб-квартира в Анси) производит подшипники и другое промышленное оборудование на заводах в Анси и Аргоне. Компания Manitowoc Cranes Group France (штаб-квартира в Дардийи) производит мобильные башенные, гидравлические и телескопические краны.
Компания Groupe Bobst производит на заводе в Броне оборудование для упаковочной промышленности. Компания Haulotte Group (штаб-квартира в Лоретте) производит подъёмные платформы и погрузчики. Компания Pfeiffer Vacuum производит на заводе в Анси вакуумные насосы.
Компания Poma (штаб-квартира в Ворепе) на своём заводе в Жийи-сюр-Изере производит оборудование для канатных дорог, в том числе кресельные подъёмники и фуникулёры. Компании Parker Hannifin France (Контамин-сюр-Арв) и Parker Hannifin Manufacturing France (Анмас) производят гидравлические насосы, клапаны, фильтры, цилиндры, сепараторы, очистители воздуха и шланги.
Компания Lamberet (штаб-квартира в Сен-Сир-сюр-Мантоне), входящая в состав китайской группы AVIC, производит автомобильные рефрижераторы (кузовные и прицепные). Компания Aldes (штаб-квартира в Венисьё) производит системы вентиляции, дымоудаления, пылеудаления, кондиционирования воздуха. Компания Danfoss Commercial Compressors на заводе в Рерьё производит компрессоры для холодильников и кондиционеров. Компания Mecalac (штаб-квартира в Анси) производит экскаваторы, погрузчики, самосвалы и катки.
Компания Nemera (Ла-Верпийер) производит капельницы, спреи, медицинские насосы и клапаны. Компания Caterpillar France на заводах в Гренобле и Эшироле производит строительную и горнодобывающую технику, дизельные и газовые двигатели. Компания Volvo Compact Equipment на заводе в Белле производит компактные экскаваторы. Компания Desautel (Монлюэль) производит противопожарное оборудование, в том числе пожарные машины, огнетушители, шланговые катушки, защитные костюмы и системы пожарной сигнализации.
Компания Sandvik Mining & Construction Lyon (Мейзье) производит горнодобывающее и строительное оборудование, в том числе буровые машины, дробилки, погрузчики, штабелёры и конвейерные ленты. Компания Groupe Elydan (Сент-Этьен-де-Сен-Жуар) производит системы отопления, вентиляции, электро- и газоснабжения. Компания Montabert (Сен-Приест), входящая в состав группы Komatsu Mining Corporation, производит строительную и горнодобывающую технику, в том числе тоннелепроходческие комплексы.    
Компания Tecumseh Europe (Во-Мильё) производит компрессоры для холодильников и кондиционеров. Компания Tubesca-Comabi (Треву) производит строительные леса, лестницы, платформы и грузовые подъемники. Компания Bayard (Мейзье), входящая в состав группы Talis, производит пожарные гидранты, клапаны, цилиндры, водонапорные колонки и канализационные насосы.

## Пищевая промышленность

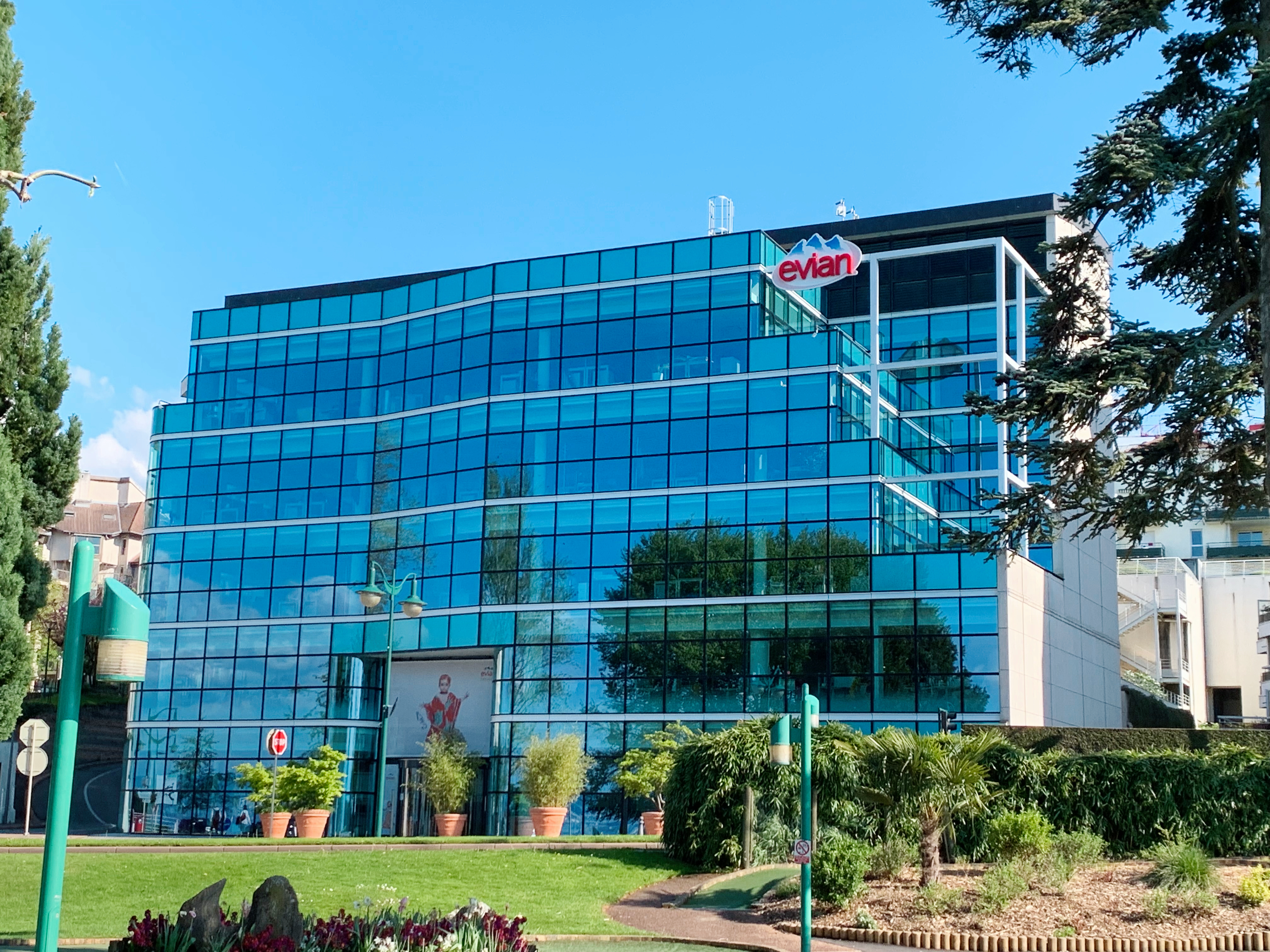
Штаб-квартира Evian в Эвиан-ле-Бене

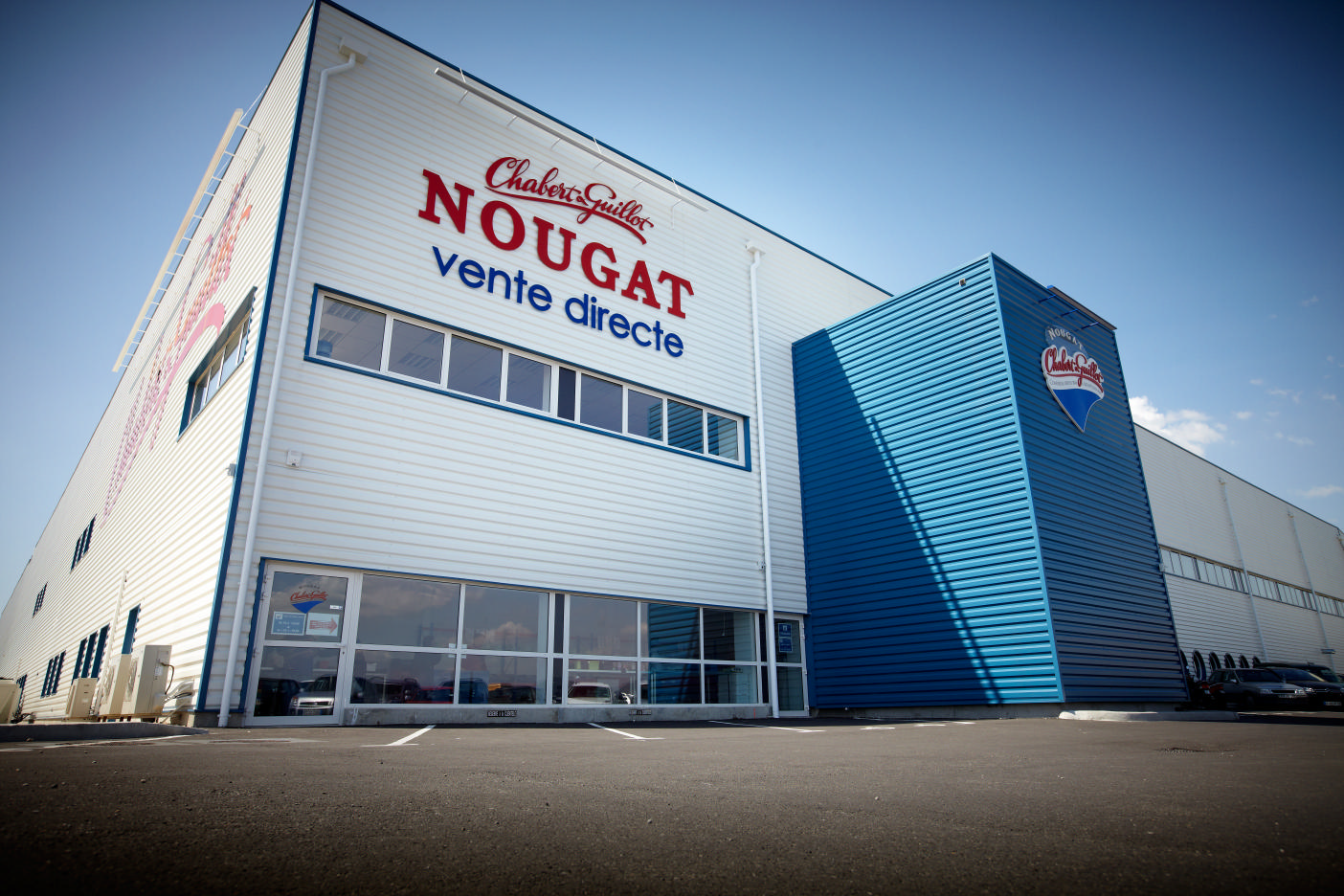
Фабрика Chabert et Guillot в Монтелимаре

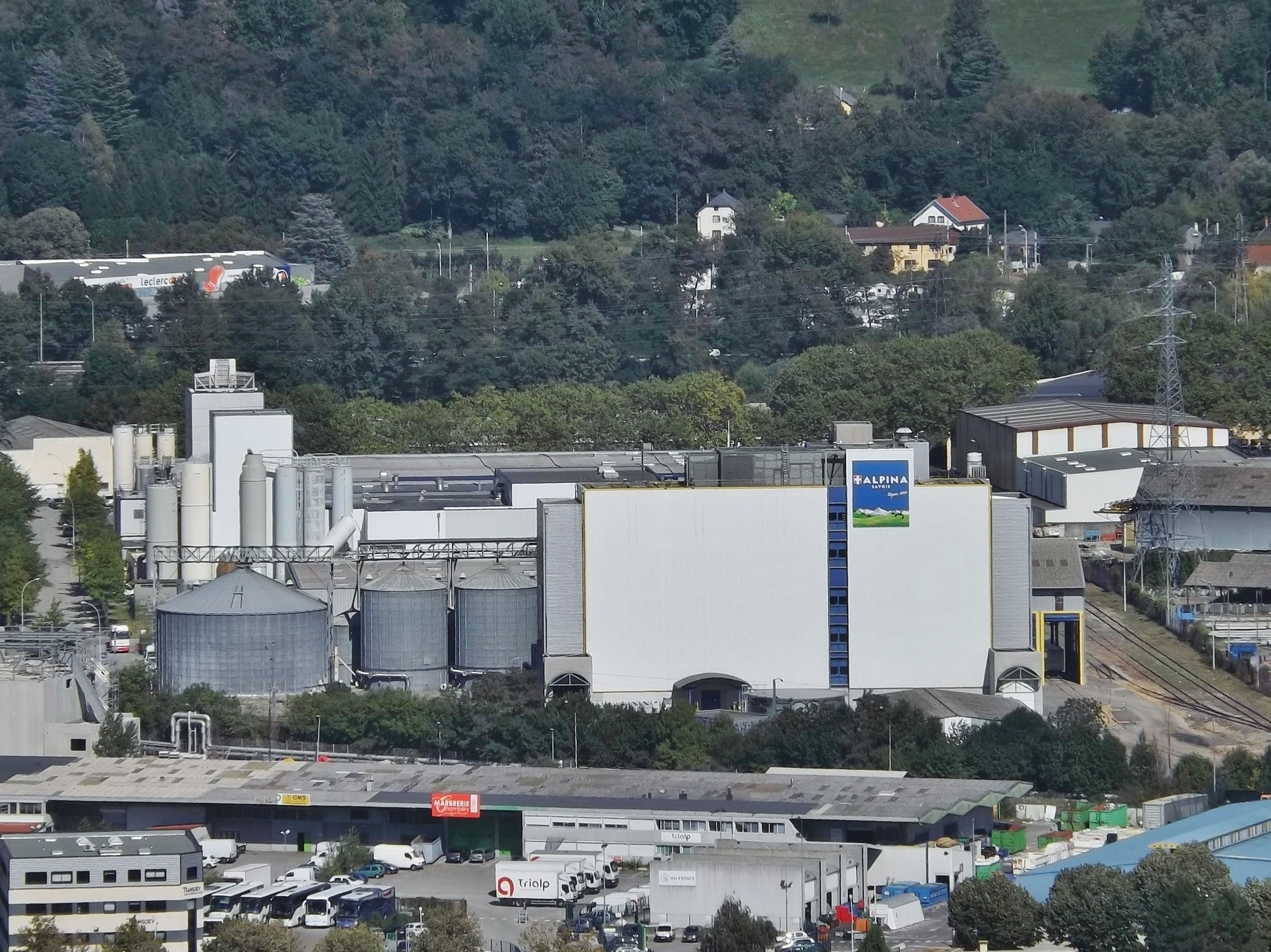
Фабрика Alpina Savoie в Шамбери

Благодаря развитому сельскому хозяйству и природным ресурсам Овернь — Рона — Альпы имеет современный агропромышленный сектор, продукция которого охватывает минеральную и питьевую воду, безалкогольные газированные напитки, фруктовые и овощные соки, компоты, сиропы, джемы, обжаренный кофе, сыры, колбасы, сосиски, мясные паштеты, охлаждённую свинину, говядину и курятину, детское питание, хлебобулочные, кондитерские и макаронные изделия, муку, крупы, хлопья, упакованные салаты и сэндвичи, корма для животных. 
Крупнейшей пищевой компанией региона является Société anonyme des eaux minérales d'Évian / SAEME (Эвиан-ле-Бен), производящая минеральную воду Evian и входящая в состав группы Danone. Другими крупными компаниями являются производитель сыров Entremont Alliance (Анси), входящий в состав группы Sodiaal; производитель мясных изделий Tradival (Роан), входящий в состав группы Sicarev; производитель детского питания Blédina (Лимоне), входящий в состав группы Danone; производитель макаронных изделий Panzani (Лион).
Также в регионе расположены компания Société des Eaux de Volvic / SEV (Вольвик), производящая бутилированную воду Volvic и входящая в состав группы Danone; производитель джемов и компотов Materne (Дардийи), входящий в состав группы Unibel; производитель сиропов и соков Teisseire (Кроль), входящий в состав группы Britvic; производитель безалкогольных напитков и фруктовых соков Refresco France (Марже); производитель семян, муки, хлопьев, круп и кондитерских изделий Limagrain (Сен-Бозир).
Компания Martinet (Сен-Кантен-Фаллавье) производит упакованные продукты, в том числе свинину, курицу, макароны, салаты и сэндвичи. Компания Lustucru Frais (Лион), входящая в состав группы Ebro Foods, производит макароны, рис, крупы и картофель фри. Compagnie générale des eaux de source / CGES (Сент-Йор), входящая в сотав Groupe Alma, производит бутилированную воду Cristaline.
Компания Limagrain Ingredients (Сент-Инья) производит пищевые добавки для изготовления выпечки, чипсов и комбикормов. Компания Deveille (Фер) занимается переработкой мяса. Компания Alpina Savoie (Шамбери) производит макаронные изделия и крупы. Компания Cafés Folliet обжаривает на фабрике в Шамбери кофейные зёрна. Кондитерская компания Nougat Chabert et Guillot владеет фабрикой по производству нуги в Монтелимаре. Компания Axéréal Élevage (Сен-Жермен-де-Саль) производит корма для животных.

## Производство стройматериалов

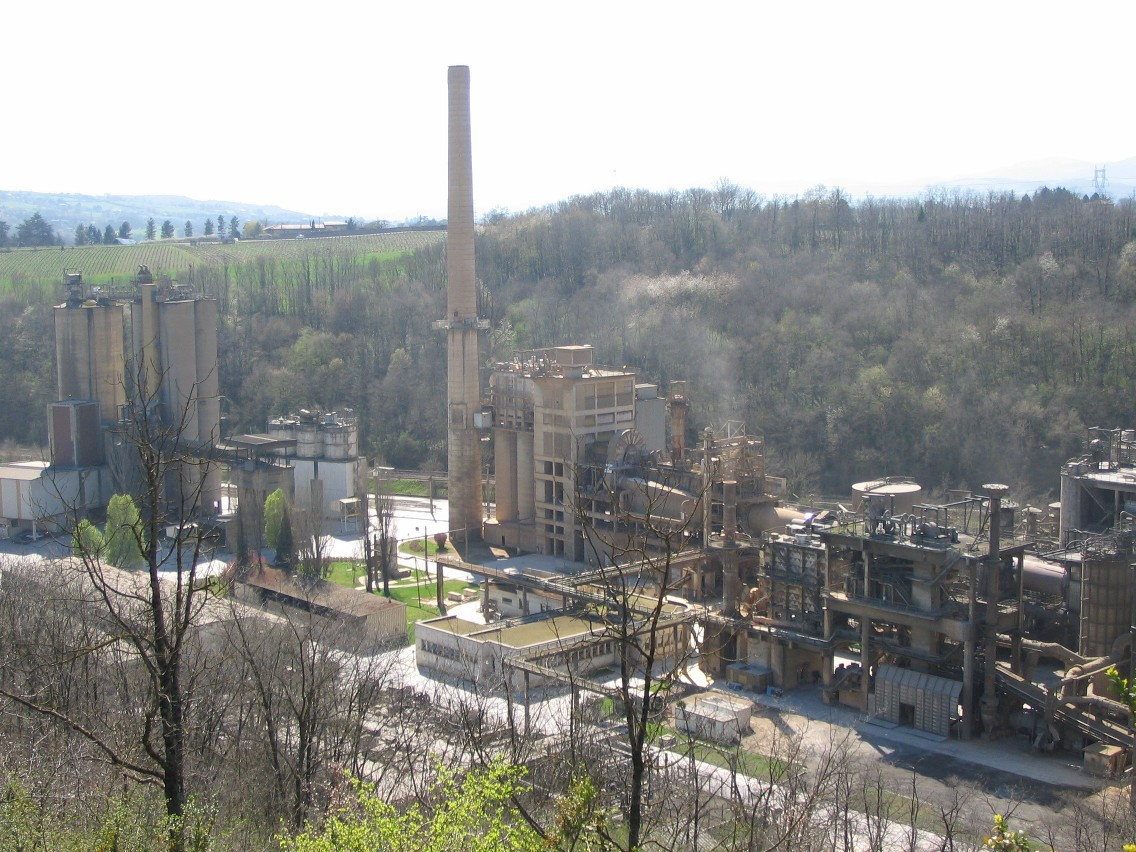
Цементный завод Holcim Group в Бельмон-д'Азерге

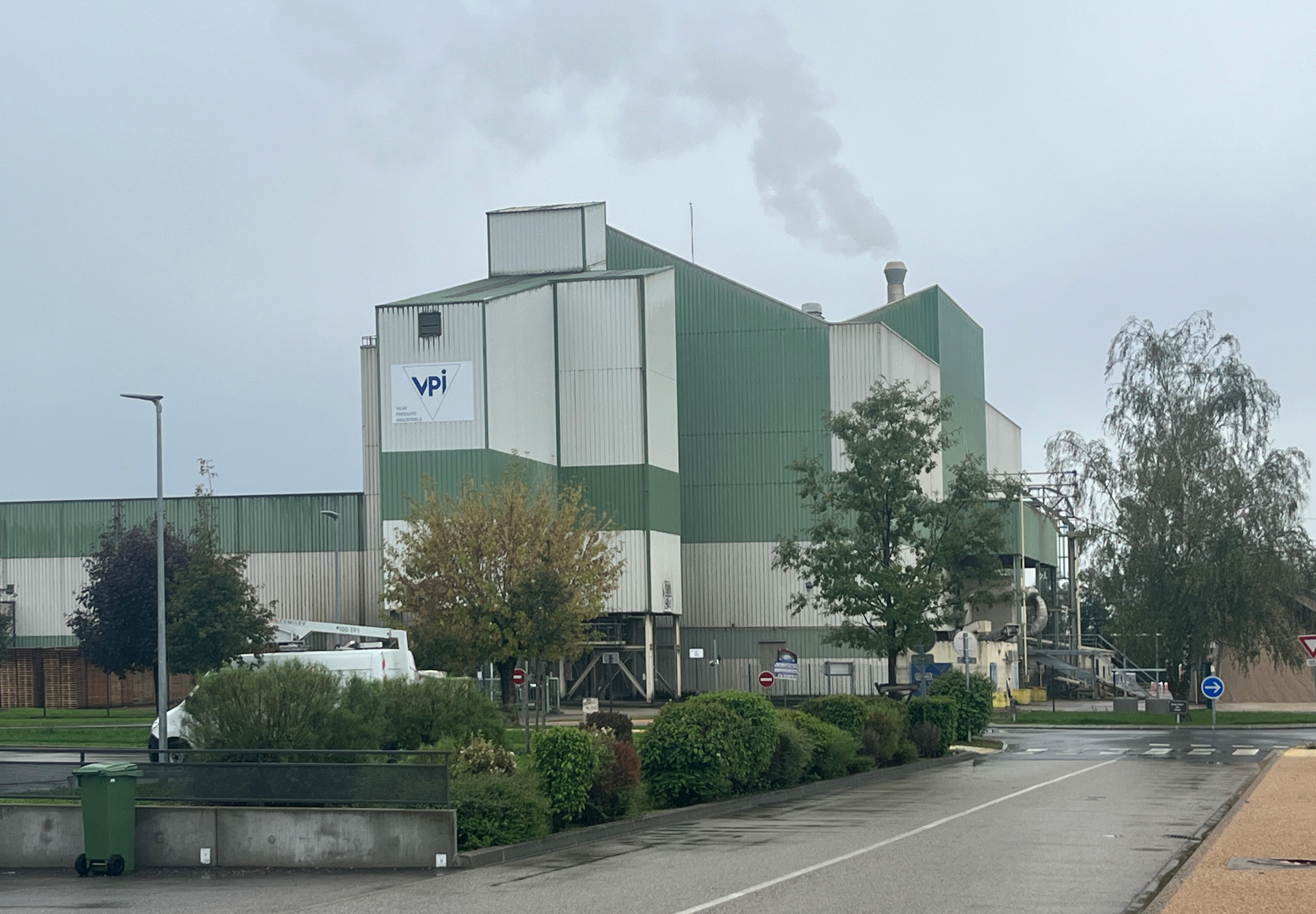
Цементный завод Vicat в Монлюэль

В производстве цемента, бетона и гипсовых материалов лидируют местная компания Vicat (штаб-квартира в Л’Иль-д’Або), а также международные гиганты Holcim Group и Cemex. В производстве железобетонных изделий и арматуры лидирует Groupe SNAAM (Сен-Приест).
Компания Gerflor (штаб-квартира в Вийёрбане) и её дочерняя компания Gerflor Provence SNC (штаб-квартира в Сен-Поль-Труа-Шато) являются крупнейшими в стране производителями напольных и настенных покрытий, в том числе спортивных виниловых полов. Компания Novoceram (штаб-квартира в Сен-Валье), входящая в состав итальянской Gruppo Concorde, производит керамическую плитку.
Компания SPIT (штаб-квартира в Бур-ле-Валансе), входящая в состав американской группы Illinois Tool Works, производит болты, винты, дюбеля, анкеры, гвозди, электроинструменты, молотки, отвёртки, лазерные дальномеры, строительные клеи и герметики.

## Стекольная промышленность

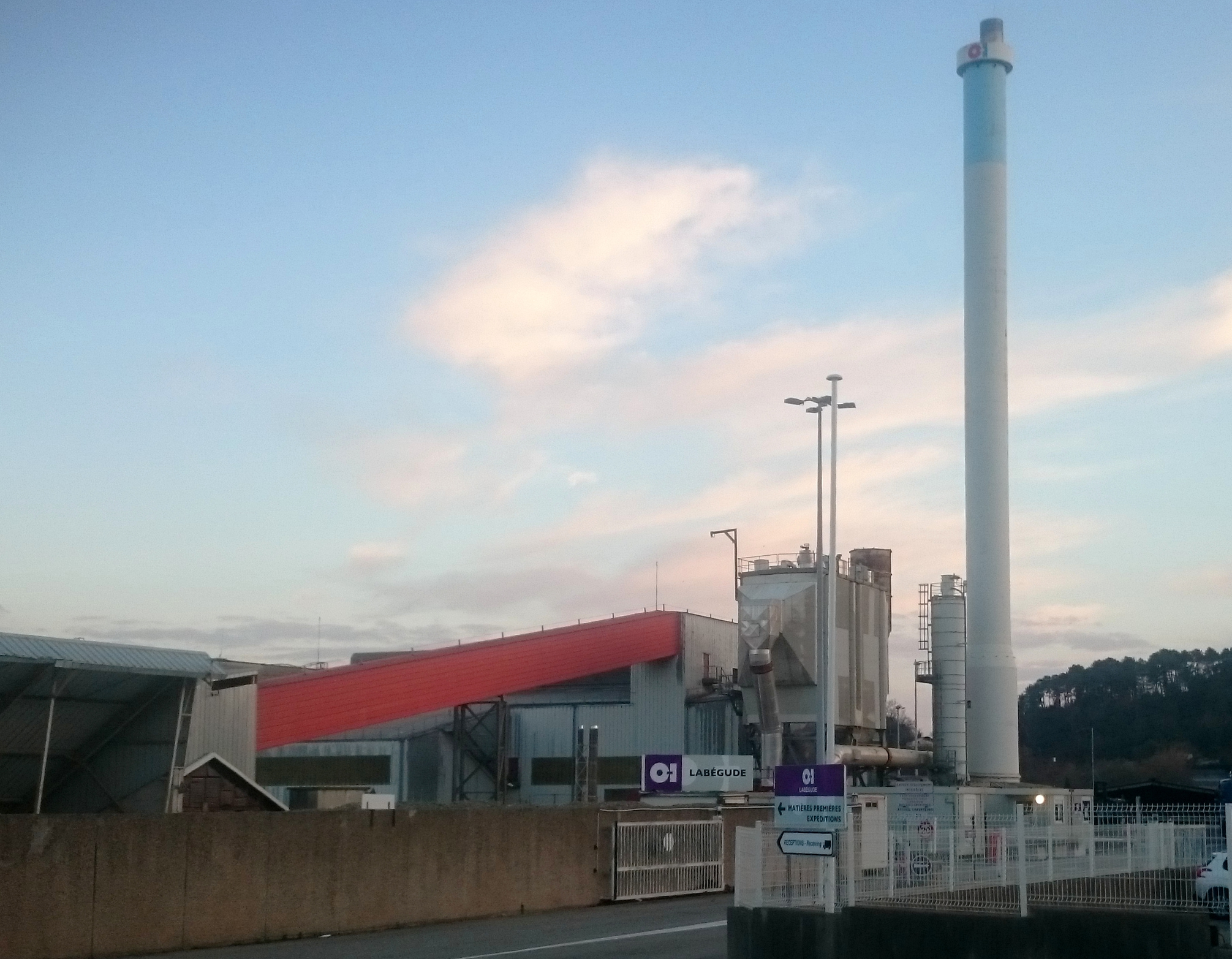
Стекольный завод O-I Glass в Лабегюде

Крупнейшими предприятиями отрасли являются стекольные заводы американской группы O-I France в Во-ан-Велене и Лабегюде. В Салез-сюр-Сане базируется производитель листового стекла Eurofloat. Компания Safety Tech производит листовое стекло в Бринье.

## Металлургия и металлообработка

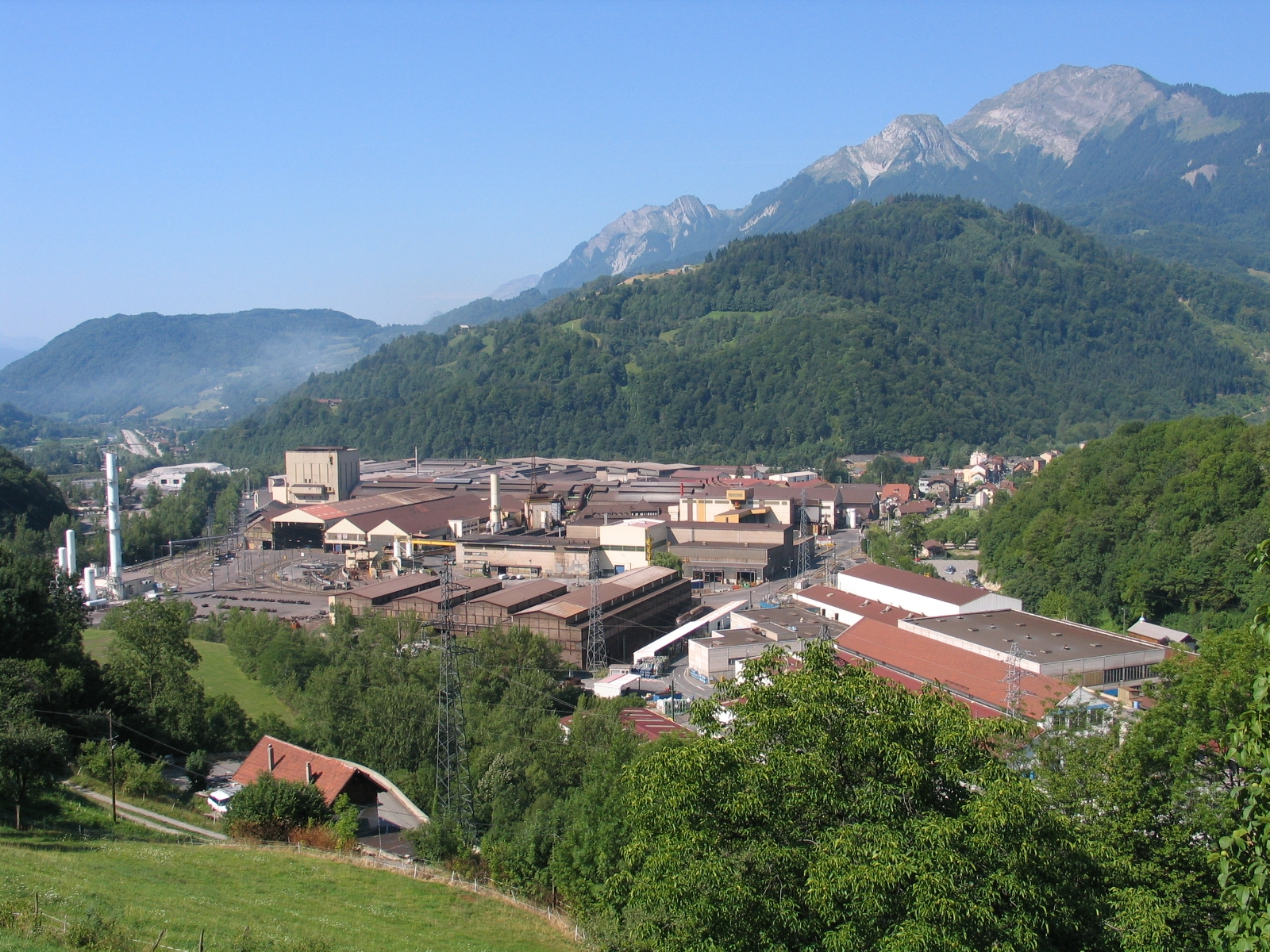
Сталепрокатный завод Ugitech в Южине

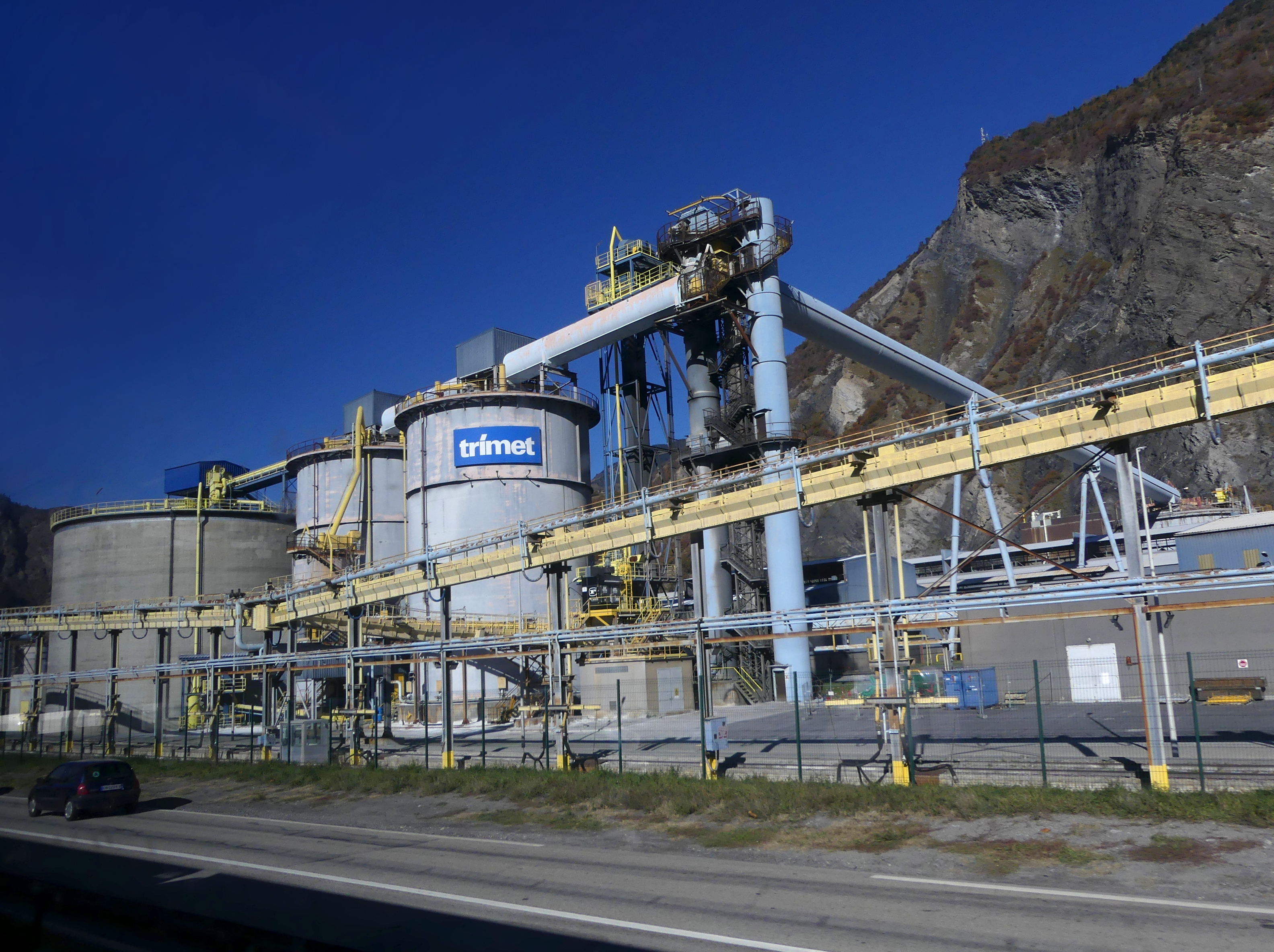
Алюминиевый завод Trimet в Сен-Жан-де-Морьене

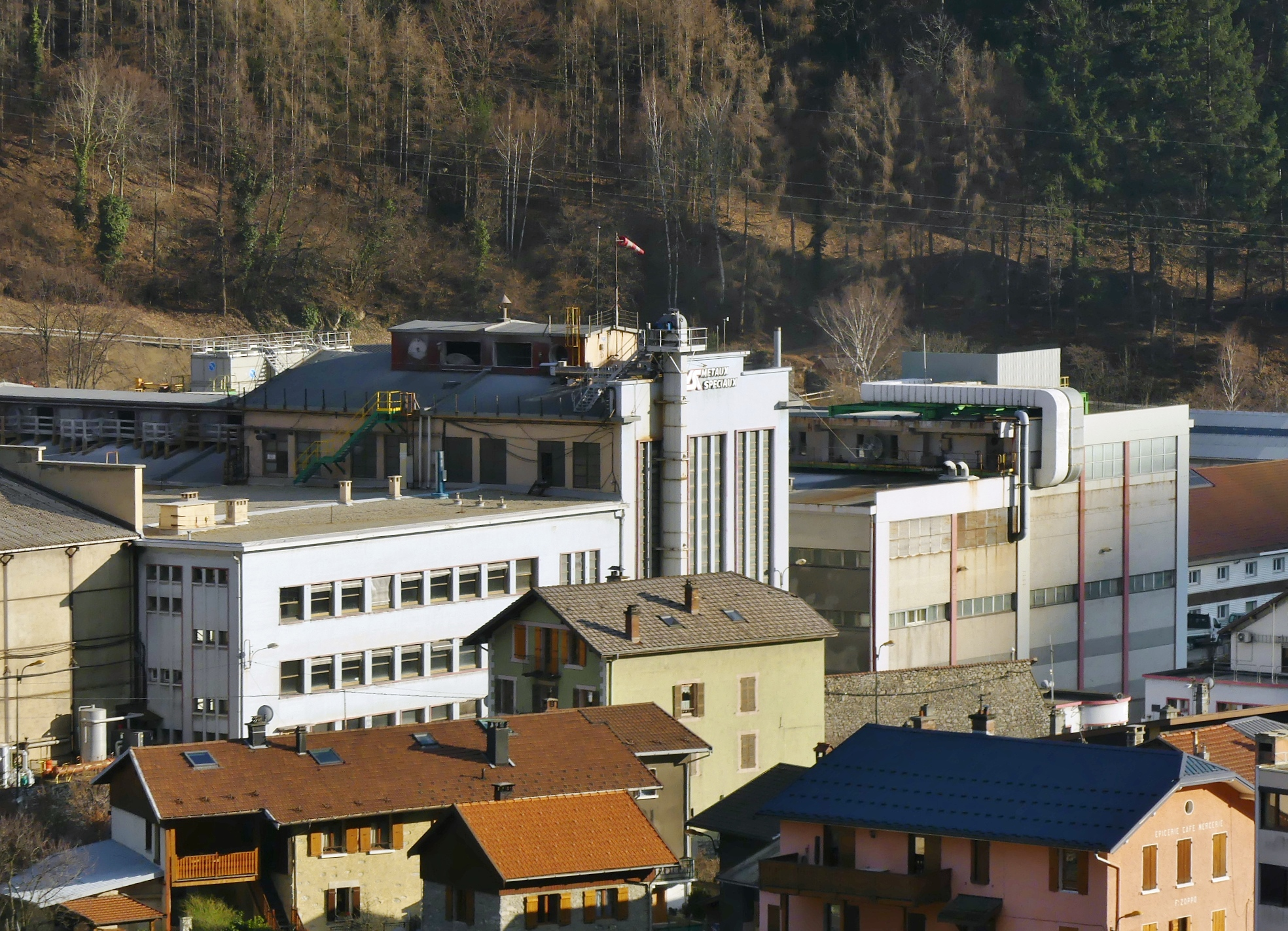
Завод MSSA в Сен-Марселе

Во второй половине XX века, в рамках более обширной деиндустриализации, начался упадок металлургической отрасли региона. Многие сталелитейные и прокатные заводы закрылись, а сохранившие производство предприятия перешли на более технологическую продукцию для авиационной и автомобильной промышленности. Сегодня в Овернь — Рона — Альпы производят преимущественно цветные металлы, включая лёгкие и драгоценные металлы (алюминий, золото, серебро, платину и палладий), а также щелочные металлы (натрий и литий).
В Исуаре расположен алюминиевый завод Constellium, выпускающий листовой металл для авиакосмической промышленности. В Сен-Жан-де-Морьене находится алюминиевый завод Trimet France. Компания Societe d'Affinage et Apprets des Metaux Precieux / SAAMP (Лимоне) производит драгоценные металлы, в том числе золото, серебро, платину и палладий. Металлургические заводы в Южине и Ла-Лешере принадлежат компании Ugitech, которая входит в состав группы Swiss Steel. Завод Framatome в Жарри производит цирконий.
Компания MSSA (штаб-квартира в Сен-Марселе), входящая в состав группы Nippon Soda, производит натрий, ванадий и литий. Компания TIMET Savoie (Южин) производит различную металлопродукцию, в том числе слябы, пластины, рулоны и прутки. Компания Bollhoff Otalu (Ла-Равуар), входящая в состав группы Böllhoff, производит металлические болты, винты, гайки, заклепки и шайбы. Компания Verney-Carron (Сент-Этьен) производит охотничьи и спортивные ружья, а также полицейские нелетальные специальные средства.

## Парфюмерно-косметическая промышленность
В Крёзье-ле-Вьё базируется компания Cosmetique Active Production, входящая в группу L’Oréal (производство парфюмерии и косметики под брендами Vichy и La Roche-Posay).

## Мебельная промышленность
Благодаря наличию во Французских Альпах обширных лесных ресурсов и развитой в регионе химической промышленности мебельные фабрики Овернь — Рона — Альпы имеют свободный доступ к сырью и комплектующим (древесина, пластиковая и металлическая фурнитура, мебельные клеи и лаки). Крупнейшей мебельной компанией региона является Groupe Fournier (штаб-квартира в Тоне).

## Производство спортивных товаров
В Эпаньи-Мец-Тесси, пригороде Анси, базируется производитель товаров для лыжного спорта Salomon Group, входящий в состав Amer Sports. Компания Rossignol (Сен-Жан-де-Муаран), входящая в состав Altor Equity Partners, производит лыжи, сноуборды и спортивну экипировку.
Компания Petzl (Кроль) производит снаряжение для альпинизма и спелеологии. Компания Babolat (Лион) производит товары для тенниса и бадминтона, в том числе ракетки, мячики, воланы и спортивную форму. Компания Time Sport на заводе в Ворепе производит велосипеды.

## Текстильная и швейная промышленность
В XIX веке Лион являлся крупнейшим в Европе центром шёлковой промышленности. Во второй половине XX века начался упадок текстильной и швейной промышленности региона. Многие фабрики, не выдержав конкуренции с дешёвыми азиатскими товарами, закрылись; некоторые компании сохранили в регионе дизайнерские отделы, а производство перенесли в Китай, Индию, Бангладеш и Турцию.
Компания Porcher Industries (штаб-квартира в Эклоз-Бадиньер) производит технический текстиль, декоративные и спортивные ткани. Компания Holding Textile Hermès (штаб-квартира в Уллен-Пьер-Бенит) производит ткани и кожу, шьёт одежду, сумки и другие аксессуары. Компания Chomarat Textiles Industries (штаб-квартира в Ле-Шеларе) производит технические ткани и композитные материалы.

## Энергетика
Основу энергетики региона составляют атомные станции, остальную электроэнергию вырабатывают гидроэлектростанции, тепловые, ветряные и солнечные электростанции, станции на биогазе, биомассе и твёрдых отходах. В 2020 году производство электроэнергии в регионе Овернь — Рона — Альпы составило более 127,7 ГВт-ч, из которых 77,2 ГВт-ч пришлось на АЭС, 25 ГВт-ч — на ГЭС.
В регионе расположены следующие электростанции:
- АЭС Крюа (мощность 3,66 тыс. МВт)
- АЭС Трикастен (мощность 3,66 тыс. МВт)
- АЭС Бюже (мощность 3,58 тыс. МВт)
- АЭС Сент-Альбан (мощность 2,67 тыс. МВт)
- ГЭС Женисья (мощность 0,42 тыс. МВт)

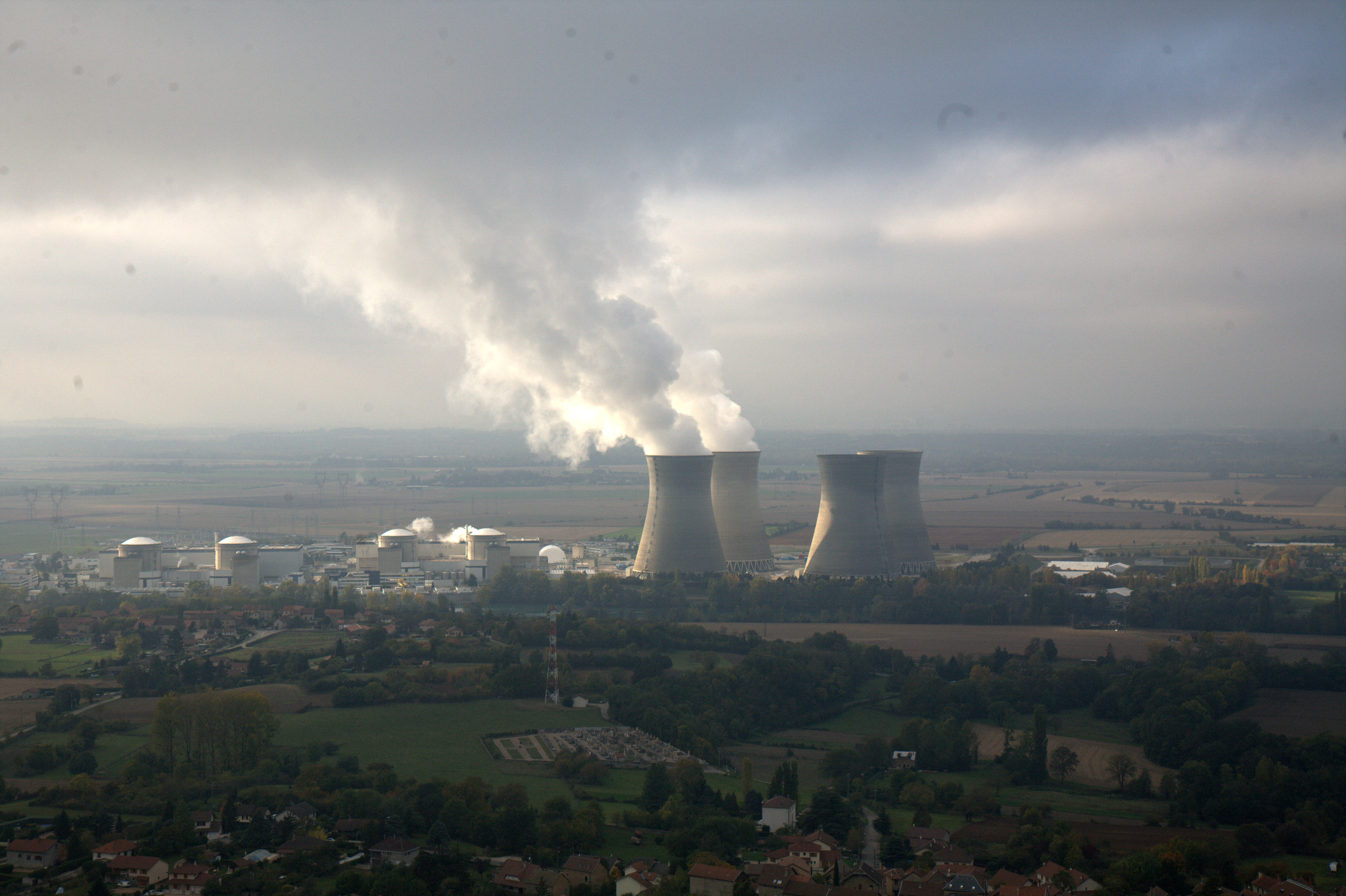
АЭС Бюже
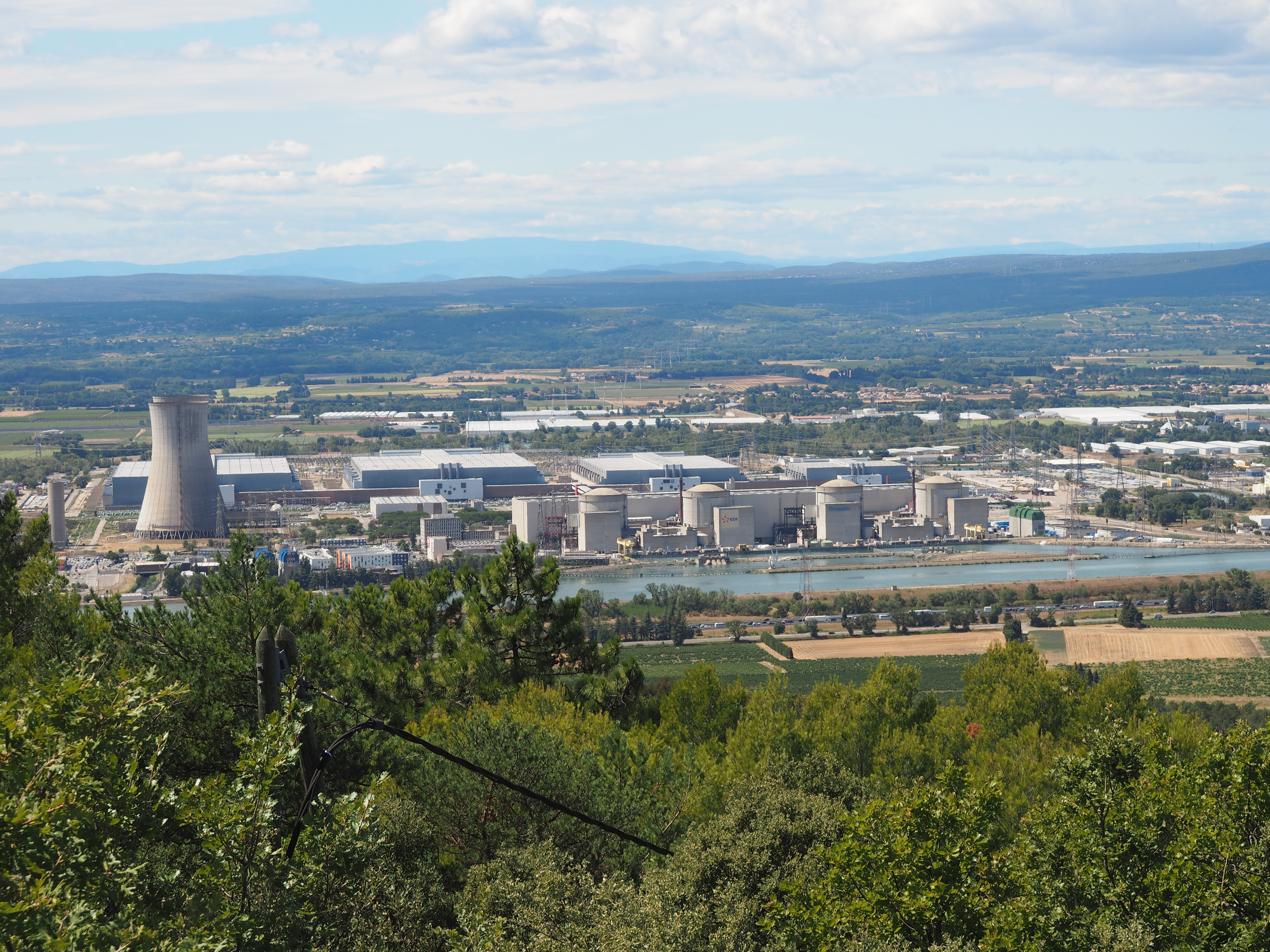
АЭС Трикастен
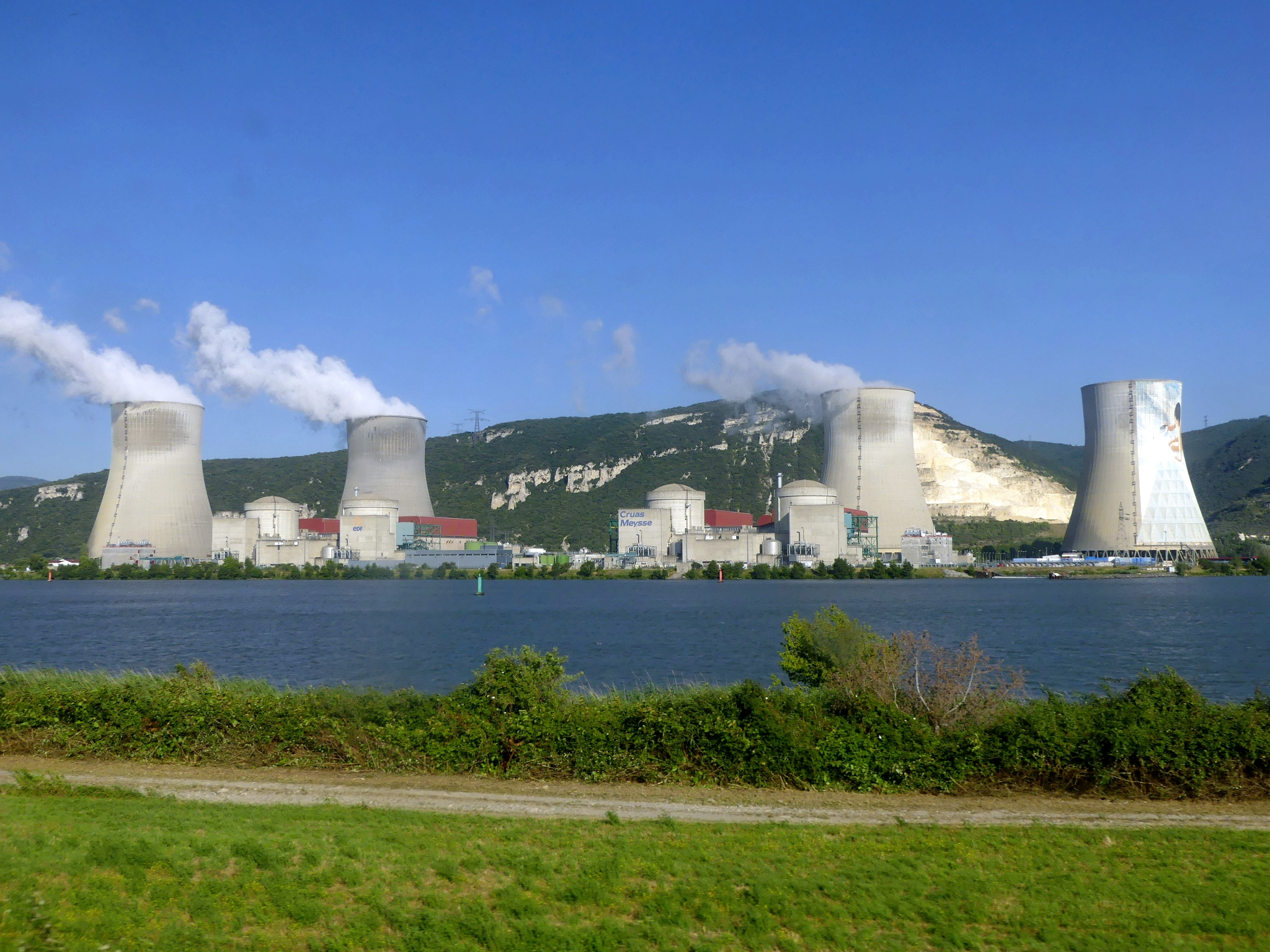
АЭС Крюа
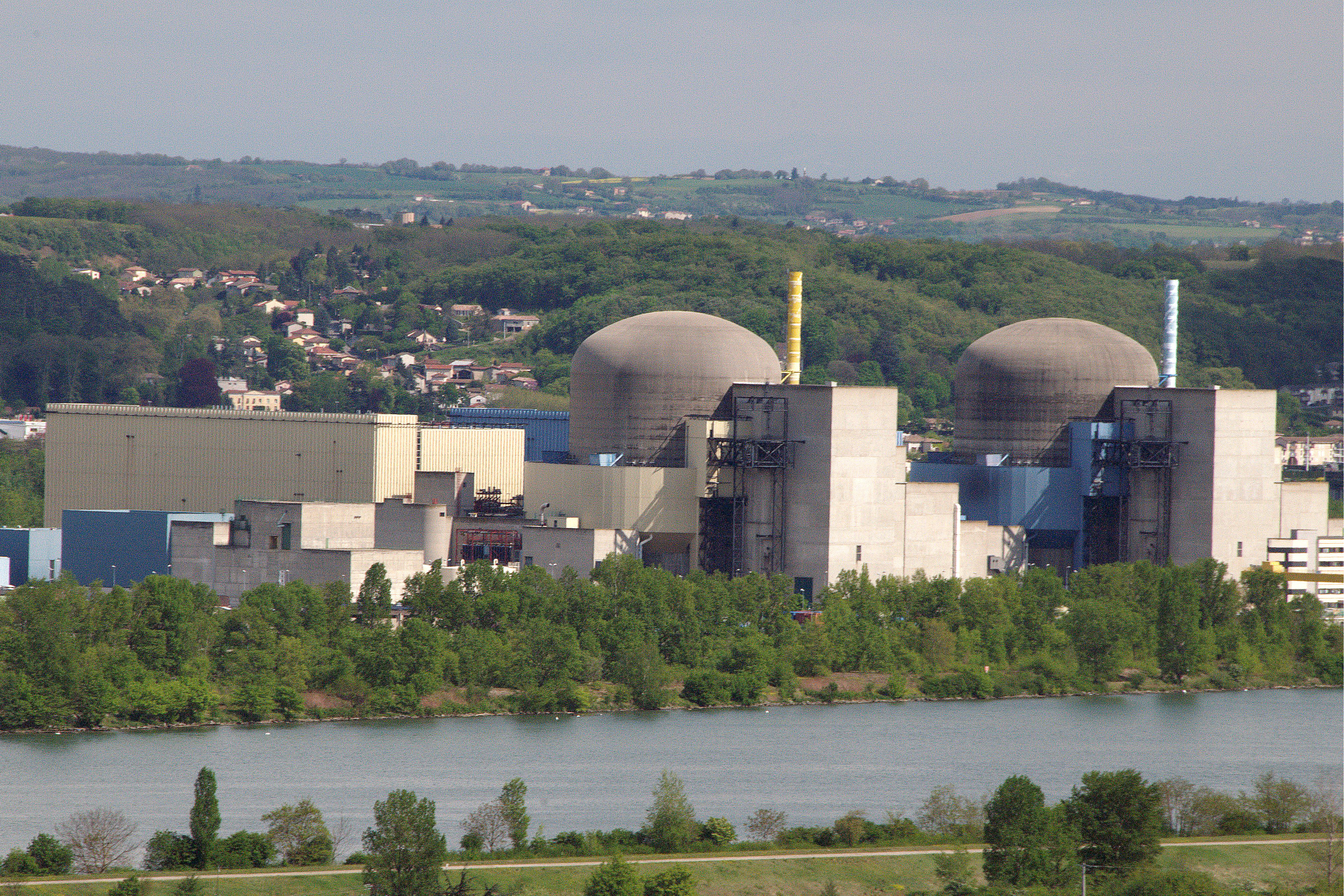
АЭС Сент-Альбан

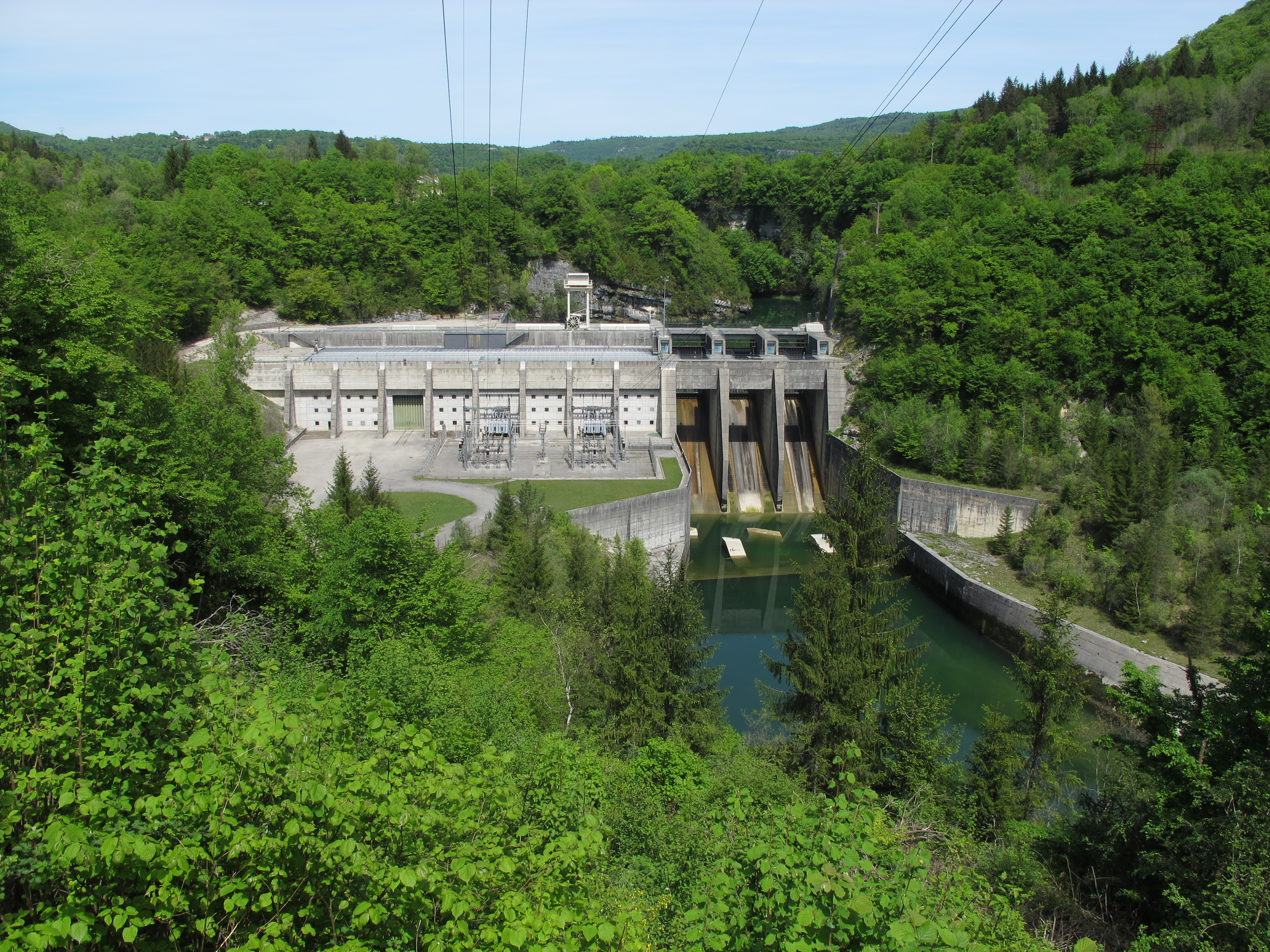
ГЭС Со-Мортье
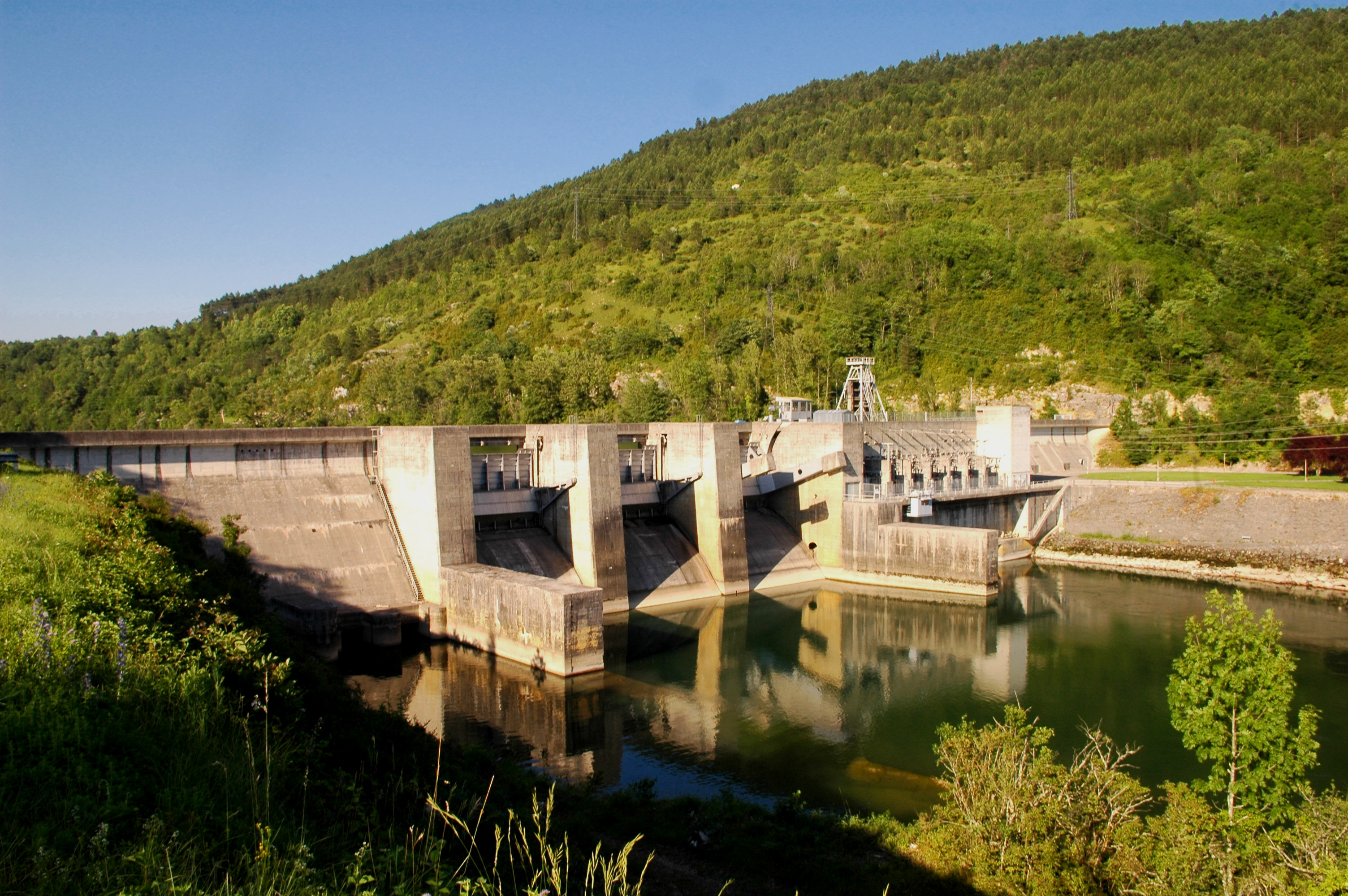
ГЭС Д’Альмо
ГЭС Эгль
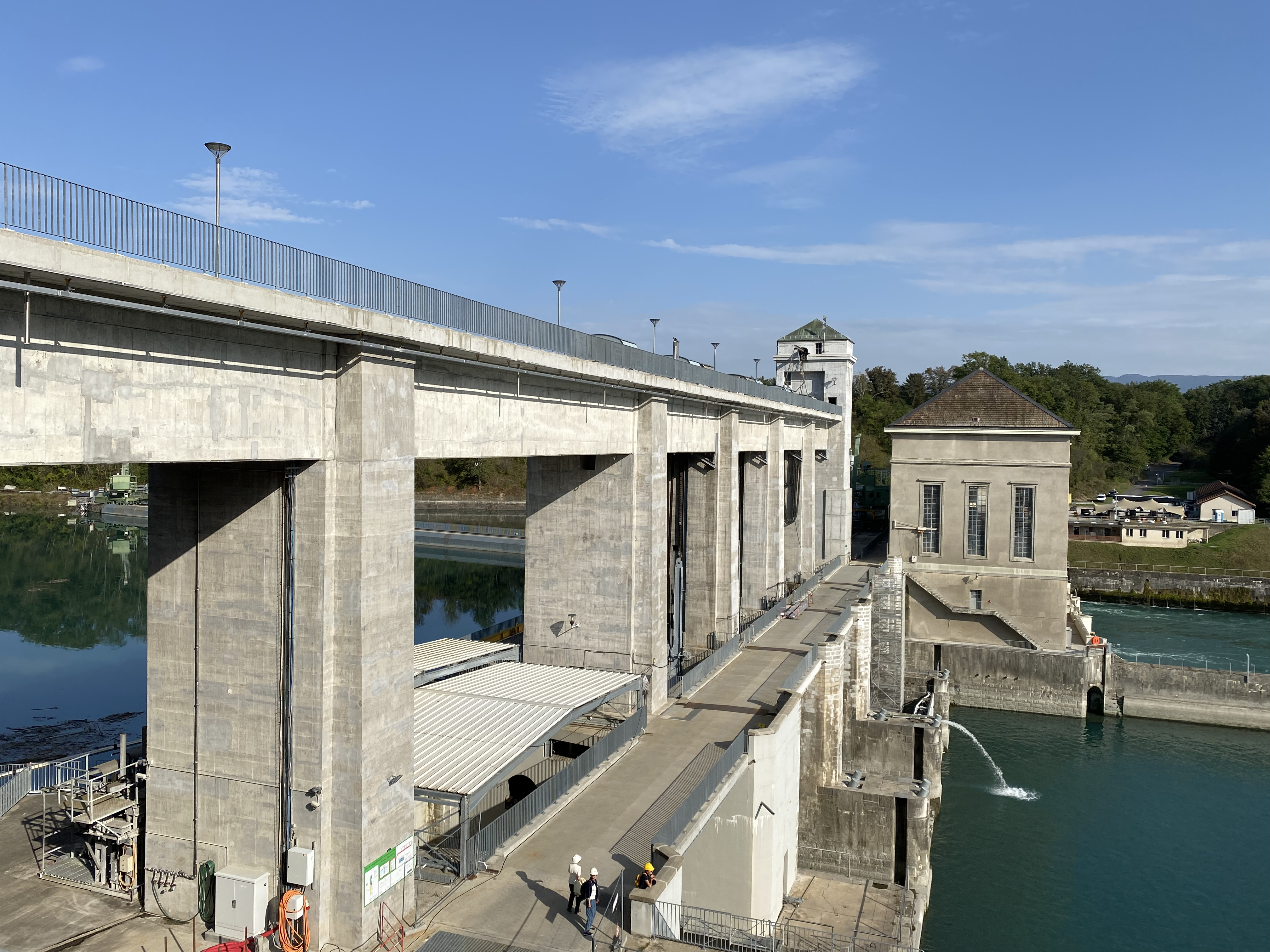
ГЭС Шанси-Пуньи

## Другие отрасли

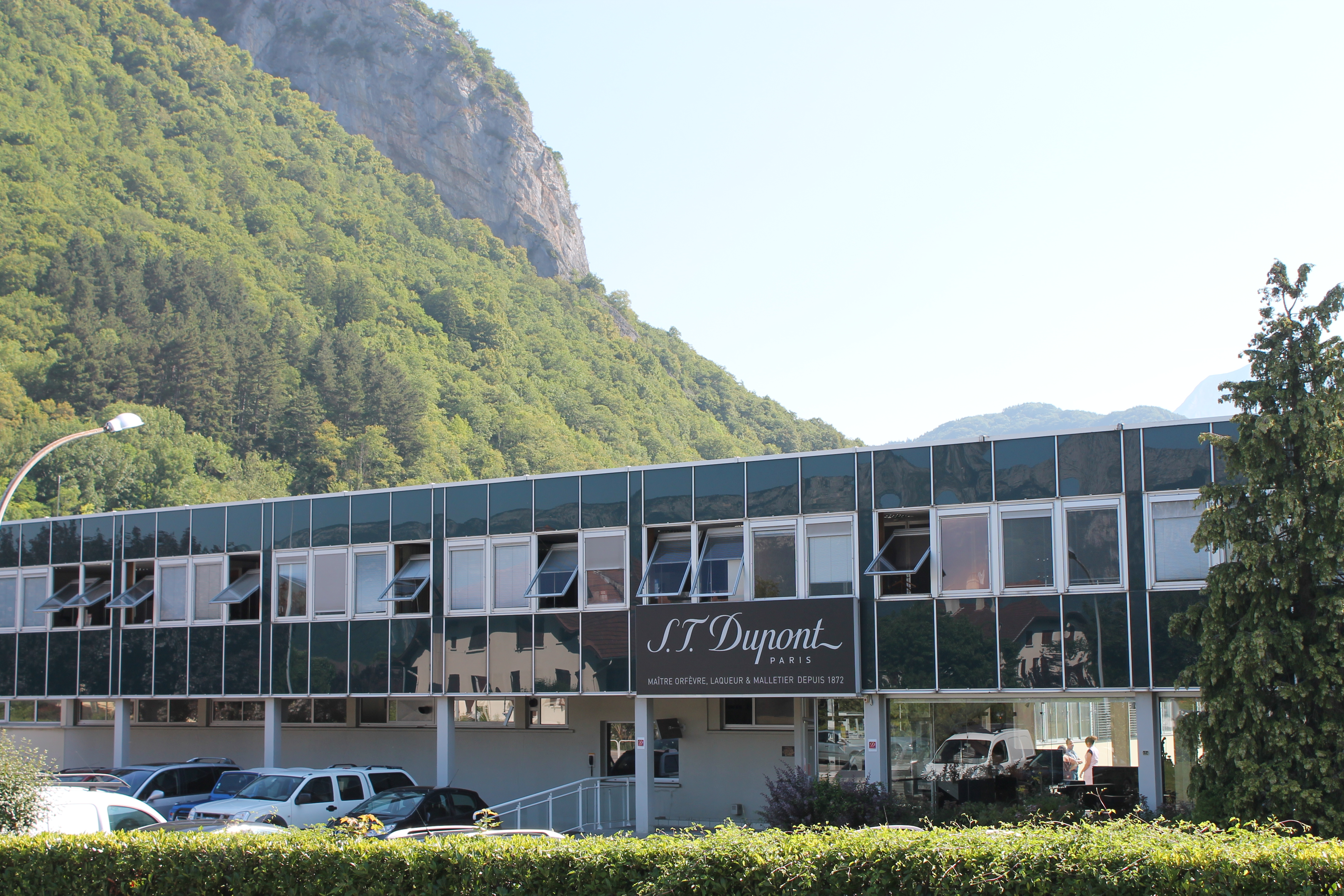
Фабрика люксовых товаров S.T. Dupont в Фаверже

В Фаверже расположена фабрика компании S.T. Dupont по производству аксессуаров класса люкс (зажигалки, ручки, сумки, кошельки).
Компания MP Hygiene (Лион) производит туалетную бумагу, бумажные полотенца, салфетки, мыло, антисептики для рук, одноразовые перчатки и маски.
Испанская Saica Group (через своё подразделение Saica Pack France) производит на заводе в Ойонне различную бумажную и картонную упаковку.
Португальская компания Renova на заводе в Сент-Йоре производит туалетную бумагу, бумажные полотенца и салфетки. Компания Canson (штаб-квартира в Анноне), входящая в состав итальянской F.I.L.A. Group, производит бумагу для рисования и черчения, альбомы и блокноты.